# Teatro Occidentale della guerra di secessione americana
     Confederazione
     Unione

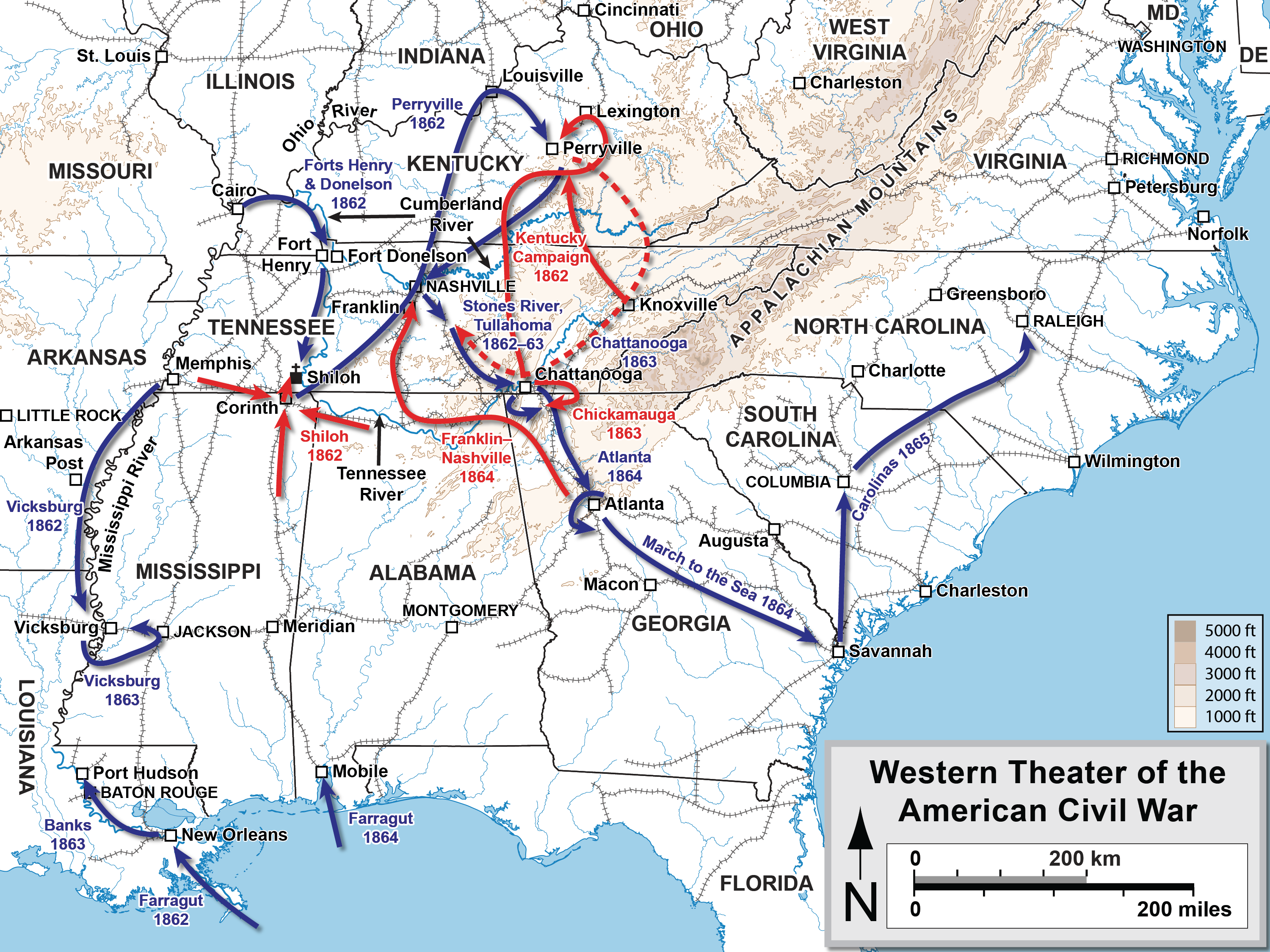
Le operazioni sul Teatro Orientale dal 1861 al 1865
Confederazione
Unione

Il Teatro Occidentale della guerra di secessione americana comprese importanti operazioni militari eseguite negli Stati dell'Alabama, della Georgia, della Florida, del Mississippi, della Carolina del Nord, del Kentucky, del Tennessee e della Louisiana ad est del fiume Mississippi.
Gli interventi portati a termine sulle coste di questi Stati federati, ad eccezione della battaglia della baia di Mobile, sono invece considerate parte del Teatro basso litoraneo. La maggior parte delle altre iniziative ad Est del Mississippi vengono incluse nel Teatro Orientale; mentre quelle ad Ovest del grande fiume si svolsero nel Teatro Trans-Mississippi.
Il teatro Occidentale fungeva da via di passaggio delle operazioni militari degli eserciti dell'Unione - l'Union Army - direttamente nel cuore agricolo degli Stati Confederati d'America attraverso i maggiori corsi d'acqua che scorrono nella regione (oltre al Mississippi, anche il fiume Tennessee e il fiume Cumberland.
I secessionisti saranno costretti a difendere un'area enorme seppur disponendo di risorse alquanto limitate. La maggior parte delle reti ferroviarie correva da Nord a Sud anziché da Est ad Ovest, rendendo in tal maniera assai difficoltoso inviare le truppe necessarie nonché i rifornimenti maggiormente lontano rispetto alle zone industrializzate e a più alta densità abitativa del territorio confederato Orientale.
Le operazioni unioniste ebbero il loro inizio con l'assicurarsi il pieno controllo del Kentucky fin dal settembre del 1861. Il Maggior generale dell'Armata del Tennessee Ulysses S. Grant riuscì ad ottenere i primi rilevanti successi proprio nel Kentucky e nel Tennessee Occidentale - due degli Stati cuscinetto - tra il 1861 e il 1862, conquistando fondamentali posizioni strategiche a seguito della battaglia di Fort Henry e della battaglia di Fort Donelson.
Con la diretta collaborazione dell'Armata dell'Ohio venne sconfitta l'Armata confederata del Mississippi comandata da Albert Sidney Johnston nella sanguinosa battaglia di Shiloh - che di conseguenza fu ricacciata fuori dal Tennessee Occidentale - e subito dopo, marciando verso il Mississippi tramite l'assedio di Corinth, le forze dell'Unione si assicureranno il passaggio settentrionale delle vie fluviali. Le truppe di Grant successivamente dettero avvio alla campagna di Vicksburg e al relativo assedio di Vicksburg tra il 1862 e il 1863.
Nel frattempo la neonata Armata del Cumberland ottenne un completo successo riuscendo a bloccare nella battaglia di Perryville un tentativo d'invasione del Kentucky da parte dei Sudisti (la Campagna del Kentucky), conquistando così vaste porzioni di territorio nel Tennessee attraverso il fiume e a seguito della battaglia di Stones River e della Campagna di Tullahoma nel 1863 combattendo contro l'Armata confederata del Tennessee, il cui comandante Braxton Bragg fu spesso criticato aspramente per la sua presunta incapacità e la grave carenza di abilità militari.
L'esercito dell'Unione fu brevemente frenato nella sua irruzione nella Gergia nel corso della battaglia di Chickamauga e assediato nella conseguente Campagna di Chattanooga. Grant, che ora guidava la "Divisione militare del Mississippi" di nuova creazione, prese il comando ricevendo decisivi rinforzi dall'Esercito del Tennessee oltre che dall'Armata del Potomac schierata sul Teatro Orientale. L'assedio confederato realizzato attorno alla città di Chattanooga fu definitivamente rotto alla fine di novembre del 1863.

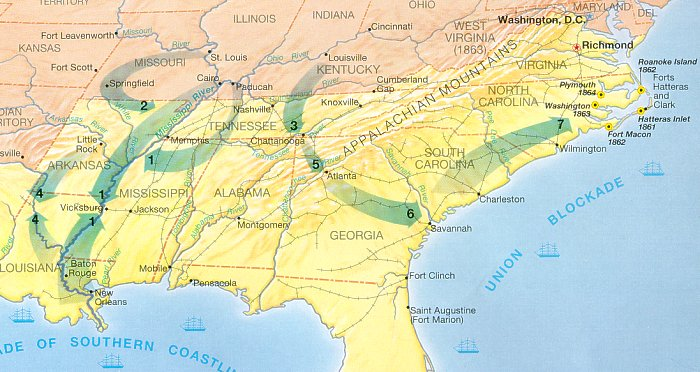
La strategia militare dell'Unione nel Teatro Occidentale.

A seguito di quest'ultima vittoria la presidenza di Abraham Lincoln nominò Grant Comandante generale dell'esercito statunitense e questi a sua volta scelse il Maggior generale William Tecumseh Sherman in qualità di responsabile degli eserciti congiunti del Teatro Occidentale; la presa di possesso della regione centrale di Chattanooga servì come trampolino di lancio per la stabile occupazione dello snodo ferroviario costituito dalla città di Atlanta.
La Campagna di Atlanta proseguì poi nella Marcia verso il mare di Sherman; la disintegrazione delle difese dello Stato della Georgia fino all'Oceano Atlantico inflisse un grave colpo logistico e psicologico ai confederati. Dopo aver toccato le rive del mare Sherman proseguì con la Campagna delle Caroline.
Le operazioni del Teatro Occidentale si concluderanno con la resa incondizionata delle forze Sudiste agli eserciti dell'Unione sia nella Carolna del Nord che nella Florida entro il mese di maggio del 1865, più di un mese dopo che Robert Edward Lee si era a sua volta arreso a Grant ad Appomattox Court House.
Il Teatro Occidentale riceve generalmente una minor attenzione da parte degli storici e degli analisti del settore rispetto a quello Orientale; ciò ha molto a che vedere con la maggiore prossimità delle azioni nell'Est fin quasi a toccare le rispettive capitali (Washington e Richmond oltre che i maggiori centri abitati).
Nonostante ciò alcuni tra i più quotati esperti di storiografia considerano invece che sia stato il Teatro più significativo della guerra civile. Mentre il Teatro Orientale rimase sostanzialmente in una fase di stallo fino al 1864 inoltrato ad Ovest le truppe unioniste fin dal 1861 furono in grado di accerchiare costantemente e respingere le truppe confederate, costringendole più volte ad una capitolazione finale.
Questo risultato si poté ottenere grazie ad una serie costante di vittorie nelle principali battaglie campali, interrotte solamente da una singola sconfitta, quella che ebbe luogo a Chickamauga.

## Teatro delle operazioni
Il Teatro Occidentale rappresentò un'area definita sia geograficamente che dalla sequenza delle campagne intraprese, originariamente costituita dai territori posti ad Est del fiume Mississippi e ad Ovest della catena montuosa degli Appalachi; escluse le operazioni contro la costa del Golfo del Messico e la costa Orientale. Solamente con il progredire della guerra gli eserciti sotto il comando di Sherman si trasferirono in direzione Sud-est a partire da Chattanooga nel 1864 e 1865; la definizione del Teatro si è in tal modo ampliata fino a comprendere tutte le azioni condotte nella Georgia e nelle due Caroline.
Il fronte della Virginia era di gran lunga il Teatro più prestigioso... Eppure l'esito della guerra fu deciso non lì, ma nella vasta distesa che si estendeva ad Ovest dagli Appalachi fino al fiume Mississippi e oltre. Qui, in Occidente, sono state combattute le battaglie veramente decisive. Steven E. Woodworth in  Jefferson Davis and His Generals.
Quello d'Occidente fu in una certa misura il Teatro decisivo del conflitto. La conquista e messa in stato di sicurezza del fiume Mississippi fu uno dei principi cardine del cosiddetto Piano Anaconda stilato fin dal preludio degli scontri tra Nord e Sud dal generale Winfield Scott. Lo storico militare John F.C. Fuller ha descritto l'irruzione unionista verso il meridione come un gigantesco punto di svolta, avviatosi nel Kentucky Occidentale con direttrici a Sud lungo il Mississippi e quindi ad Est attraverso il Tennessee, la Georgia e le due Caroline.
Con l'eccezione data dalla sconfitta rimediata a Chickamauga ed alcune audaci incursioni di cavalleria e guerriglia i 4 anni in Occidente segnarono una serie di arretramenti quasi continuativi per i confederati o, nel migliore dei casi, progetti tattici che si rivelarono alla fine come nient'altro che rovesci ed inversioni strategiche. I generali dell'Unione superarono di molto in capacità la gran parte dei loro avversari corrispondenti, con l'eccezione del comandante di cavalleria Nathan Bedford Forrest (uno dei futuri fondatori del Ku Klux Klan).
Svolgendosi lontano dai centri urbani più significativi (e alla relativa concentrazione di giornali, tutti raccolti nell'Est), dalle sorprendenti vittorie confederate e dalla fama di generali dell'Est del calibro di Lee, George McClellan e Thomas Jonathan Jackson (soprannominato "Stonewall") il Teatro Occidentale ricevette un'attenzione considerevolmente minore rispetto all'Est sia all'epoca dei fatti che nei successivi resoconti storici.
Il quasi costante progresso compiuto dalle forze dell'Unione per sconfiggere gli eserciti confederati in Occidente e superare il territorio sudista passò in larga parte quasi del tutto inosservato.
La classificazione delle campagne inerenti stabilita dal National Park Service (NPS) rimane ben più dettagliata di quanto non riesca a raggiungere un singolo discorso per forza di cose generalizzato ed approssimativo; alcune delle Campagne considerate minori risulteranno omesse, mentre altre saranno raggruppate in categorie più ampie. Vengono pertanto descritte solamente alcune tra le 117 battaglie svoltesi nello scenario Occidentale. I testi all'interno dei box nei margini destri mostrano le Campagne così definite da NPS associate a ciascuna sezione.

## Strategia militare dell'Unione
Il Teatro Occidentale presentava sfide e vantaggi rispetto all'Est.
Si trattava infatti di un'area molto estesa e meno popolata rispetto alla costa atlantica, con  un pessimo sistema stradale.
Per questo motivo ci si basava su ferrovie e corsi d'acqua per spostare uomini e armi.

## Principali comandanti del Teatro Occidentale

### Unione

La Bandiera degli Stati Uniti d'America a 34 stelle.

Illinois
 Indiana
 Iowa
 Kentucky
 Minnesota
 Ohio
 Wisconsin
| Comando unionista |
| --- |
| - Luogotenente generale Ulysses S. Grant, USA - Maggior generale Henry Halleck, USA - Maggior generale William Tecumseh Sherman, USA - Maggior generale George H. Thomas, USA - Maggior generale Don Carlos Buell, USA - Maggior generale William Starke Rosecrans, USA - Maggior generale James B. McPherson, USA |

### Confederazione

La Bandiera degli Stati Confederati d'America.

Alabama
 Carolina del Nord
 Carolina del Sud
 Georgia
 Mississippi
 Tennessee
| Civili   | Adams Sr. · Bates · M. Blair · Chase · C. M. Clay · Douglas · Geary · Holt · A. Johnson · R. Johnson · Lincoln · Morrill · Pinkerton · Seward · Stanton · Stevens · Sumner · Wade · Welles |
| Militari | R. Anderson · Averell · Banks · F. P. Blair Jr. · Blunt · Buell · Burnside · Butler · Canby · Carson · Chaffee · Chamberlain · Cox · Crook · Curtis · Custer · J. C. Davis · Dodge · Du Pont · Farragut · Foote · Frémont · J, Garfield · Gibbon · Grant · Grierson · Halleck · Hancock · Hazen · Hooker · Howard · Kilpatrick · Logan · Lyon · MacKenzie · McClellan · McClernand · McDowell · McPherson · Meade · Merritt · Miles · Mower · Ord · Osterhaus · Parker · Pope · Porter · Prentiss · Reynolds · Rosecrans · Ross · Schofield · Scott · Sedgwick · Sheridan · Sherman · Sigel · Slocum · Stanley · Stoneman · Thomas · W.H.L. Wallace · L. Wallace · Warren · Wood · Wool |

| Civili   | Benjamin · Cobb · J. Davis · Donelson · Floyd · Hawes · Mallory · Memminger · Pickens · Pillow · Seddon · Stephens · Toombs · Walker |
| Militari | Alexander · R. Anderson · W. T. Anderson · Armistead · Beauregard · Bragg · Breckinridge · Buchanan · Buckner · Cheatham · Cleburne · Cooper · Crittenden · Early · Ewell · Forrest · Garnett J. Gordon · Gorgas · Gregg · Hardee · A. P. Hill · D. H. Hill · Hindman · Hood · Jackson · A. S. Johnston · J. E. Johnston · R. E. Lee · S. D. Lee · Longstreet · Magruder · McLaws · Morgan · Mosby · Pemberton · Pendleton · Pickett · Polk · Price · Quantrill · Ruggles · Shelby · Sibley · Semmes · Smith · Stuart · Taylor · Twiggs · Van Dorn · Watie · Wheeler |

| Civili   | Adams Sr. · Bates · M. Blair · Chase · C. M. Clay · Douglas · Geary · Holt · A. Johnson · R. Johnson · Lincoln · Morrill · Pinkerton · Seward · Stanton · Stevens · Sumner · Wade · Welles |
| Militari | R. Anderson · Averell · Banks · F. P. Blair Jr. · Blunt · Buell · Burnside · Butler · Canby · Carson · Chaffee · Chamberlain · Cox · Crook · Curtis · Custer · J. C. Davis · Dodge · Du Pont · Farragut · Foote · Frémont · J, Garfield · Gibbon · Grant · Grierson · Halleck · Hancock · Hazen · Hooker · Howard · Kilpatrick · Logan · Lyon · MacKenzie · McClellan · McClernand · McDowell · McPherson · Meade · Merritt · Miles · Mower · Ord · Osterhaus · Parker · Pope · Porter · Prentiss · Reynolds · Rosecrans · Ross · Schofield · Scott · Sedgwick · Sheridan · Sherman · Sigel · Slocum · Stanley · Stoneman · Thomas · W.H.L. Wallace · L. Wallace · Warren · Wood · Wool |

| Civili   | Benjamin · Cobb · J. Davis · Donelson · Floyd · Hawes · Mallory · Memminger · Pickens · Pillow · Seddon · Stephens · Toombs · Walker |
| Militari | Alexander · R. Anderson · W. T. Anderson · Armistead · Beauregard · Bragg · Breckinridge · Buchanan · Buckner · Cheatham · Cleburne · Cooper · Crittenden · Early · Ewell · Forrest · Garnett J. Gordon · Gorgas · Gregg · Hardee · A. P. Hill · D. H. Hill · Hindman · Hood · Jackson · A. S. Johnston · J. E. Johnston · R. E. Lee · S. D. Lee · Longstreet · Magruder · McLaws · Morgan · Mosby · Pemberton · Pendleton · Pickett · Polk · Price · Quantrill · Ruggles · Shelby · Sibley · Semmes · Smith · Stuart · Taylor · Twiggs · Van Dorn · Watie · Wheeler |

## Seconda metà del 1861: Prime operazioni

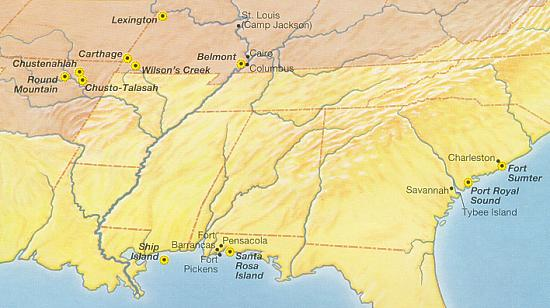
Le operazioni nel Teatro Orientale, nel Teatro Trans-Mississippi e le Operazioni navali nel 1861.

L'attenzione all'inizio della guerra era tutta posta su due Stati critici: il Missouri e il Kentucky; la perdita di entrambi sarebbe stata un colpo paralizzante per la causa dell'Unione. Soprattutto a causa dei primi successi ottenuti del capitano Nathaniel Lyon e soprattutto della sua vittoria nella prima battaglia di Boonville avvenuta a giugno il Missouri deliberò di mantenersi all'interno dell'Unione.
Il governatore del Kentucky era un esponente del Partito Democratico pro-Confederato, (Beriah Magoffin), ma l'apparato statale aveva altresì una Camera dei rappresentanti del Kentucky di fatto favorevole all'Unione; essa aveva proclamato la propria neutralità tra le parti in causa. 
Questa fu però violata per la prima volta il 3 di settembre quando il generale confederato Leonidas Polk occupò Columbus, considerato il centro urbano uno snodo chiave per il controllo del Basso corso del fiume Mississippi.

Stemma del governo confederato del Kentucky.

Appena due giorni dopo l'allora Brigadier generale Ulysses S. Grant, mostrando l'iniziativa personale che avrebbe caratterizzato l'intera sua carriera successiva, s'impadronì di Paducah.

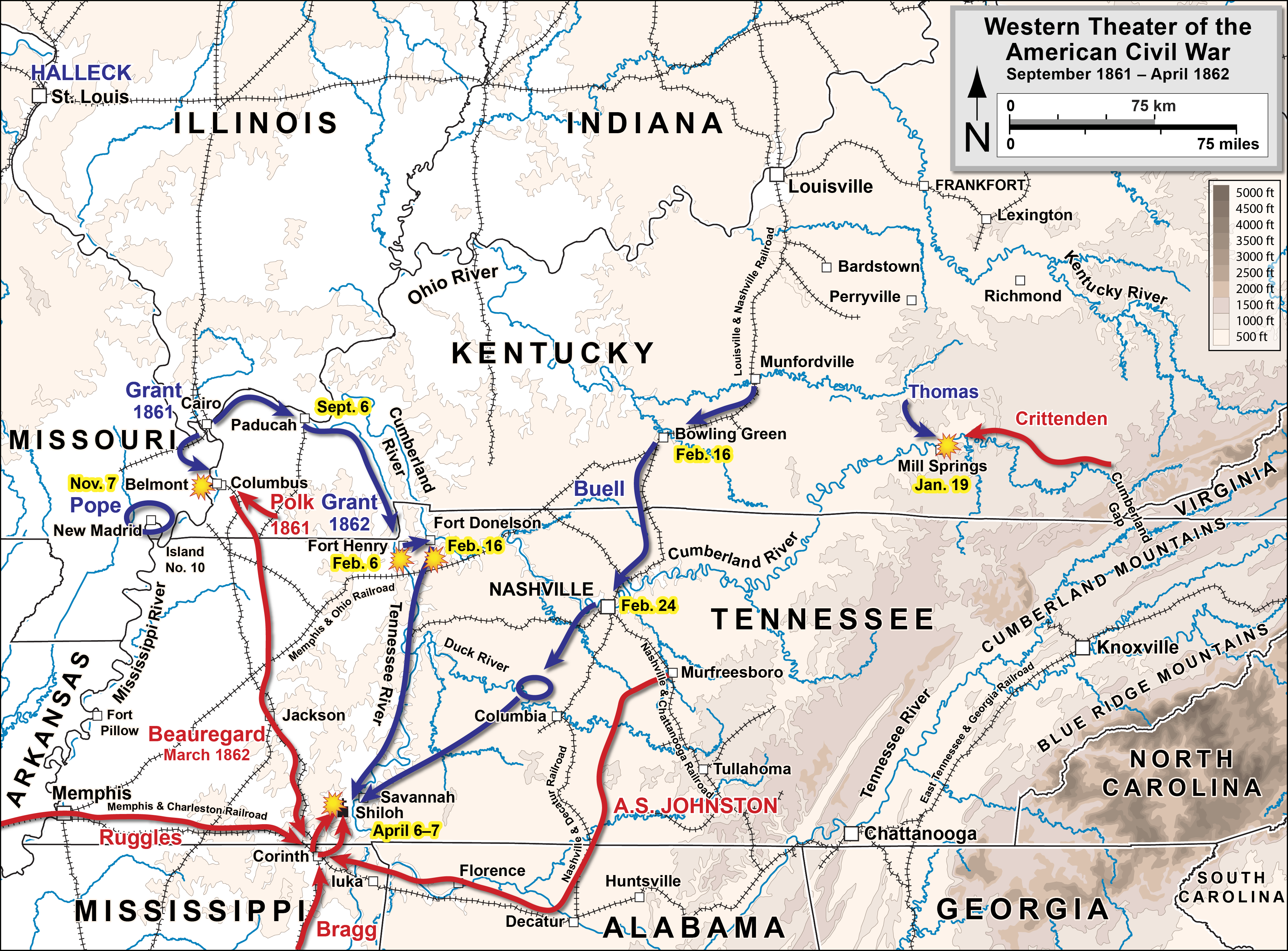
Le operazioni intraprese dal settembre del 1861 all'aprile del 1862.

Da questo momento in poi nessuno dei due contendenti ha più rispettato la neutralità proclamata ufficialmente dello Stato; mentre la maggior parte del governo statale rimaneva fedele all'Unione, gli elementi pro-Confederati del potere legislativo organizzarono un'assemblea esecutiva separata a Russellville che venne ammessa nella Confederazione. Il governatore scissionista fu George Washington Johnson.
Questa sequenza di eventi è considerata una vittoria per l'Unione in quanto il Kentucky non si schierò mai formalmente con la Confederazione, mentre se gli fosse stata impedito di eseguire le proprie manovre all'interno di quel territorio le sue successive campagne vittoriose svolte nel Tennessee si sarebbero rivelate essere assai più difficoltose.

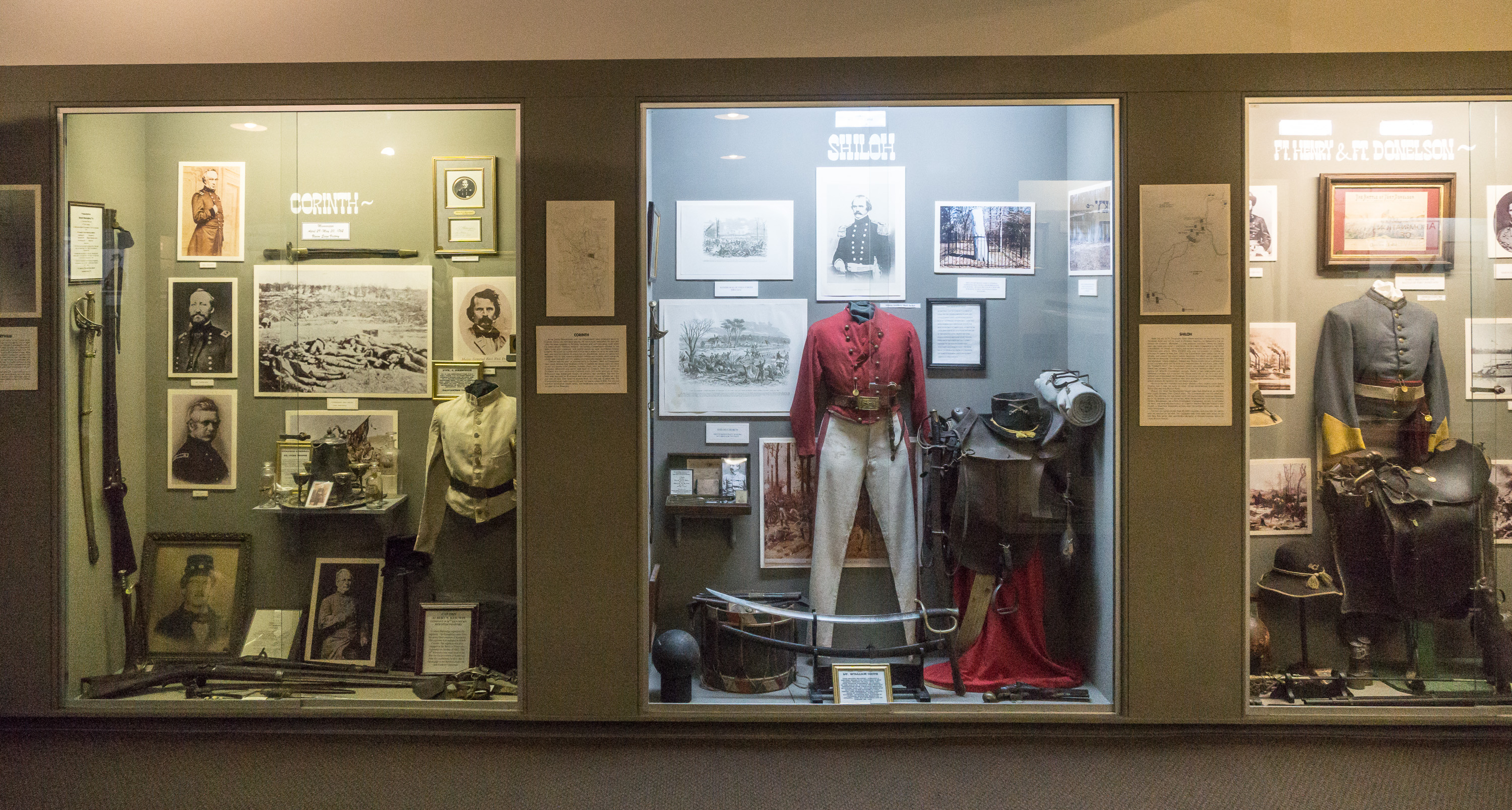
Bacheche nel Museo del Teatro Orientale della guerra civile a Bardstown nel Kentucky.

Dalla parte confederata il generale Albert Sidney Johnston comandò tutte le forze schierate dall'Arkansas fino al passo di Cumberland Gap. Si trovò di fronte al problema di difendere un fronte molto ampio con forze numericamente inferiori, ma aveva un eccellente sistema di comunicazioni laterali che gli permetteva di far muovere rapidamente le truppe là ove risultava necessario; in più faceva affidamento su due abili subordinati, L. Polk e il Maggior generale William Joseph Hardee.
Johnston riuscì inoltre ad ottenere anche il sostegno politico dai secessionisti nelle contee centro-occidentali del Kentucky attraverso una nuova capitale confederata posta a Bowling Green, istituita dalla Convention di Russellville. Il governo alternativo fu riconosciuto dalla presidenza di Jefferson Davis, che ammise lo Stato nella Confederazione nel dicembre del 1861. Utilizzando le risorse del sistema ferroviario della rete "Mobile and Ohio Railroad" Polk fu in grado di fortificare e dotare rapidamente di finforzi la base Sudista di Colombus.
Il comando militare dell'Unione in Occidente tuttavia ha sofferto di una mancanza di comando unificato e coeso, organizzatosi entro novembre in tre distinti dipartimenti separati l'uno dell'altro: il Dipartimento del Kansas con il generale David Hunter, il Dipartimento del Missouri con il Maggior generale Henry Halleck ed infine il Dipartimento dell'Ohio sotto il Brigadier generale Don Carlos Buell (che aveva appena sostituito il Brigadier generale William Tecumseh Sherman).

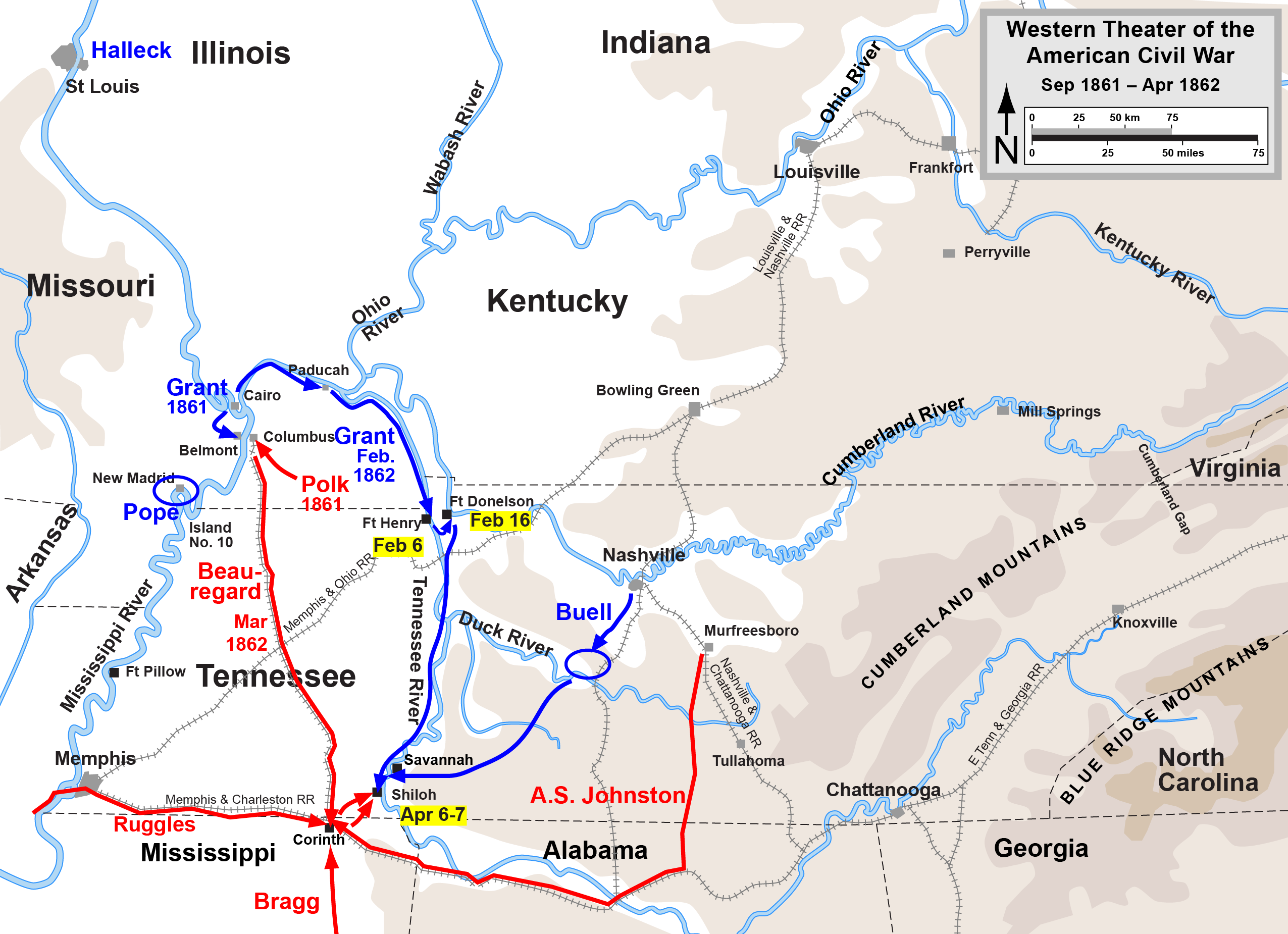
Dalla battaglia di Belmont alla battaglia di Shiloh.

Nel gennaio del 1862 questa disunione di comando era ancor più evidente poiché nessuna strategia per le operazioni da attuare nel Teatro Occidentale poteva essere facilmente concordata.
Buell, sottoposto alla crescente pressione politica che lo spingeva ad invadere il Tennessee Occidentale per mantenerlo pro-Unione cominciò ad avanzare lentamente verso Nashville, ma non riuscì a raggiungere nulla di più sostanziale nei riguardi del proprio obiettivo delle vittorie secondarie alla battaglia di Middle Creek il 10 gennaio del 1862 sotto il Colonnello James A. Garfield e alla battaglia di Mill Springs il 19 seguente sotto il Brigadier generale George H. Thomas.
Mill Springs fu però una vittoria significativa in senso strategico perché spezzò la fine della linea difensiva Occidentale confederata e si aprì una linea di passaggio attraverso il Cumberland Gap nel Tennessee Orientale, riuscendo altresì a convincere Buell di provare ad avvicinarsi ulteriormente a Nashville per chiuderne le comunicazioni.
Nel Dipartimento sottoposto alla giurisdizione di Halleck, Grant produsse un atto dimostrativo oltrepassando il fiume Tennessee attaccando il campo confederato nella battaglia di Belmont con l'intenzione di distogliere l'attenzione dal previsto progresso di Buell, che però non si verificò nei modi e termini voluti. Il 1º febbraio del 1862, dopo ripetute ed insistenti richieste da parte di Grant, Halleck lo autorizzò finalmente a spostarsi contro Fort Henry nel Tennessee.

## Prima metà del 1862: fiumi Tennessee, Cumberland e Mississippi
Grant si mosse rapidamente guidando le sue truppe lungo il fiume Tennessee verso Fort Henry utilizzando l'apporto dei trasporti fluviali il 2 di febbraio; le sue operazioni nella campagna furono ben coordinate con il "Flag Officer" dell'Union Navy Andrew Hull Foote.
Il forte si trovava mal posizionato su una golena (pianura alluvionale) e virtualmente indifendibile contro le cannoniere, con molti dei suoi cannoni sotto il pelo dell'acqua. A causa della precedente neutralità del Kentucky i confederati non potevano costruire difese fluviali in una posizione più strategica all'interno dello Stato, così si stabilirono in un sito posto appena all'interno del confine del Tennessee. Il generale Lloyd Tilghman farà ritirare quasi tutta la sua guarnigione già il giorno 5, spostandola attraverso il paese a 18 km ad Est fino a Fort Donelson. 

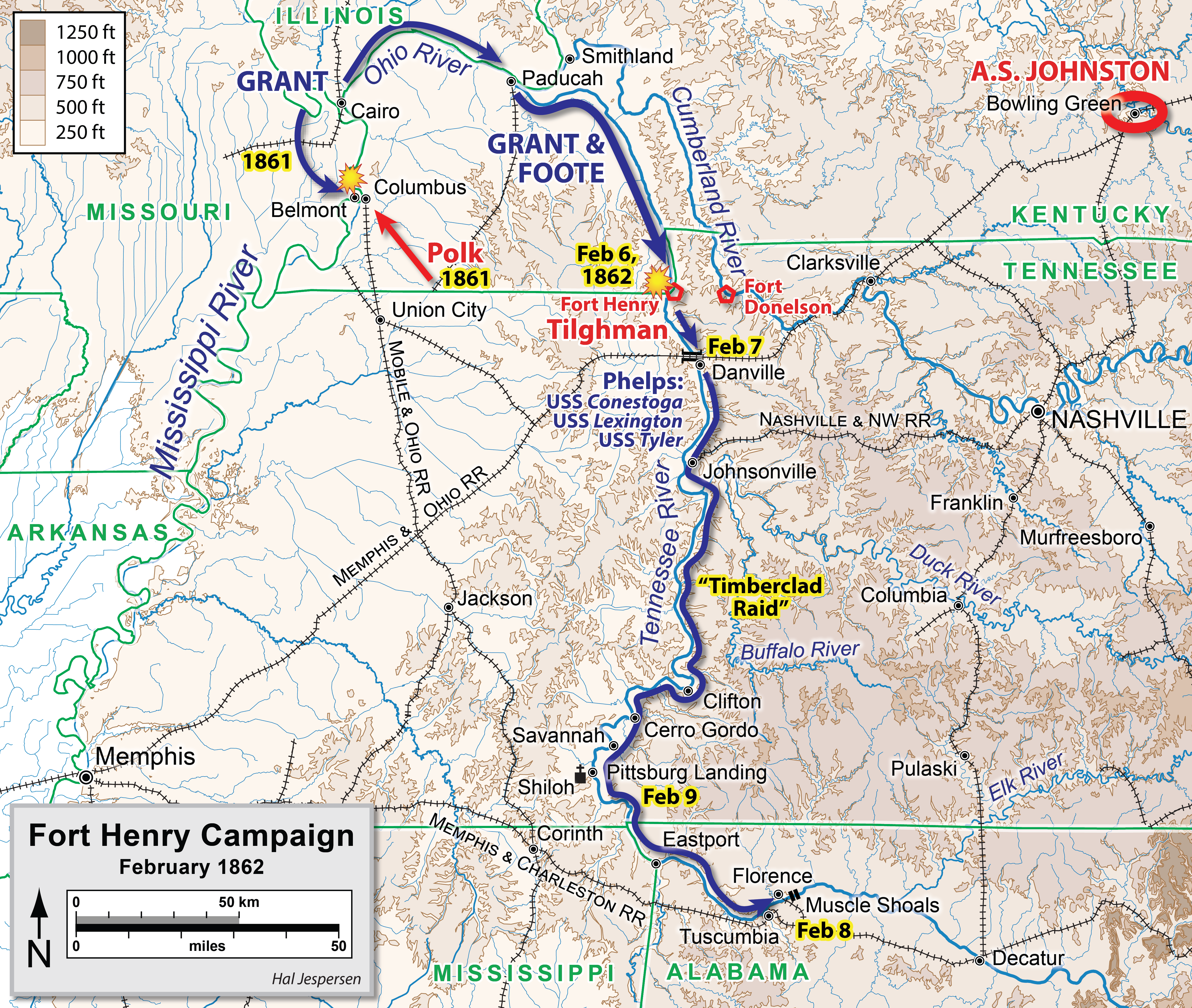
L'avvio della penetrazione federale tra i fiumi Cumberland e Tennessee. Schema della battaglia di Fort Henry.

Con un numero di effettivi ridotto sotto il fuoco ridotto dei cannoni fluviali unionisti combatté un duello di artiglieria con lo squadrone avversario per quasi tre ore prima di stabilire che un'ulteriore resistenza sarebbe stata del tutto inutile. A seguito della battaglia di Fort Henry il fiume Tennessee era quindi aperto per le future operazioni dell'Unione nel Sud.

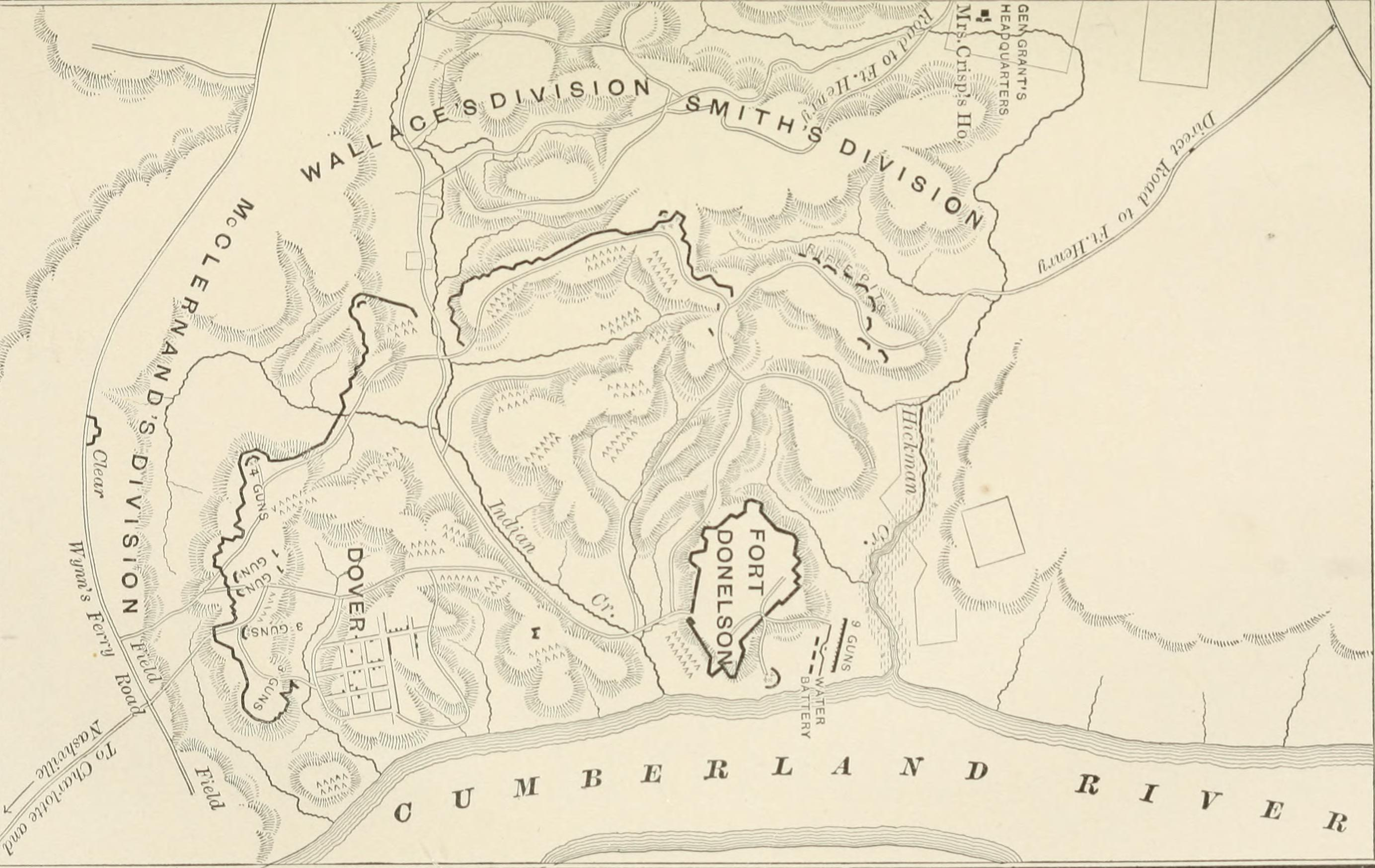
Localizzazione di Fort Donelson e Dover sulle sponde del fiume Cumberland.

Fort Donelson, posizionato sulle sponde del fiume Cumberland era invece più difendibile di Fort Henry e gli attacchi della Marina si rivelarono in larga parte inefficaci; l'esercito di Grant marciò attraverso il paese per inseguire gli uomini di Tilghman e tentò immediatamente degli assalti al Forte dalle spalle, che non ebbero però un immediato successo.
Il giorno 15 di febbraio le forze confederate sotto il Brigadier generale John Buchanan Floyd tentarono di aprirsi una via di fuga e lanciarono una carica a sorpresa contro il fianco destro dell'Unione (comandato dal generale John A. McClernand), respingendone la divisione ma non creando l'apertura di cui avevano bisogno per sgusciarsene via.
Grant recuperò le posizioni da questa inversione temporanea di msrcia e aggredì la destra confederata indebolita. Intrappolato nel Forte e nella vicina città di Dover la Brigata confederata del generale. Simon Bolivar Buckner si arrese al comando di oltre 11.500 uomini, dovendo consegnare molte armi e rifornimenti - di cui avrebbero avuto un gran bisogno - per sottoscrivere alla richiesta di Grant di "resa incondizionata".
Le vittorie congiunte acquisite a Fort Henry e nella battaglia di Fort Donelson furono i primi risultati davvero importanti dell'Unione dall'inizio della guerra: due fondamentali linee fluviali poterono in tal modo diventare disponibili per far partire le invasioni nel Tennessee.
La difesa avanzata di Johnston venne infranta. Esattamente come Grant aveva previsto la posizione di Polk a Columbus era oramai insostenibile e pertanto si ritirò poco dopo che Donelson cadde. Grant aveva anche tagliato i collegamenti della "Memphis and Ohio Railroad" che in precedenza avevano permesso alle forze confederate di spostarsi lateralmente a sostegno l'una dell'altra.
Il generale sudista Pierre Gustave Toutant de Beauregard era nel frattempo giunto dal Teatro Orientale della guerra di secessione americana per poter conferire con Johnston in febbraio; egli assunse quindi il comando di tutte le forze confederate dislocate tra i fiumi Mississippi e Tennessee il che divideva nei fatti l'unità di comando, di modo che Johnston poteva controllare solo un distaccamento minore a Murfreesboro.
Beauregard pianificò di concentrare le sue forze nelle vicinanze di Corinth e da qui prepararsi per un'offensiva. Johnston farà muovere i propri effettivi per congiungersi con Beauregard alla fine di marzo.
I preparativi per la campagna dell'Unione non procedettero senza intoppi e Halleck sembrò essere molto più preoccupato della sua posizione rispetto al comandante generale dell'esercito statunitense George McClellan di quanto non lo fosse nei riguardi della comprensione che l'esercito confederato era diviso e poteva quindi essere sconfitto in scontri singoli; inoltre non poteva essere d'accordo con il suo pari Buell, ora a Nashville, su una linea d'azione congiunta.
Mandò quindi Grant sul fiume Tennessee mentre Buell rimase a Nashville. L'11 di marzo la presidenza di Abraham Lincoln nominò Halleck comandante di tutte le forze presenti dal fiume Missouri fino a Knoxville, ottenendo così l'unità di comando necessaria; a questo punto Halleck ordinò a Buell di unirsi alle forze di Grant a "Pittsburg Landing" sulle rive del fiume Tennessee.

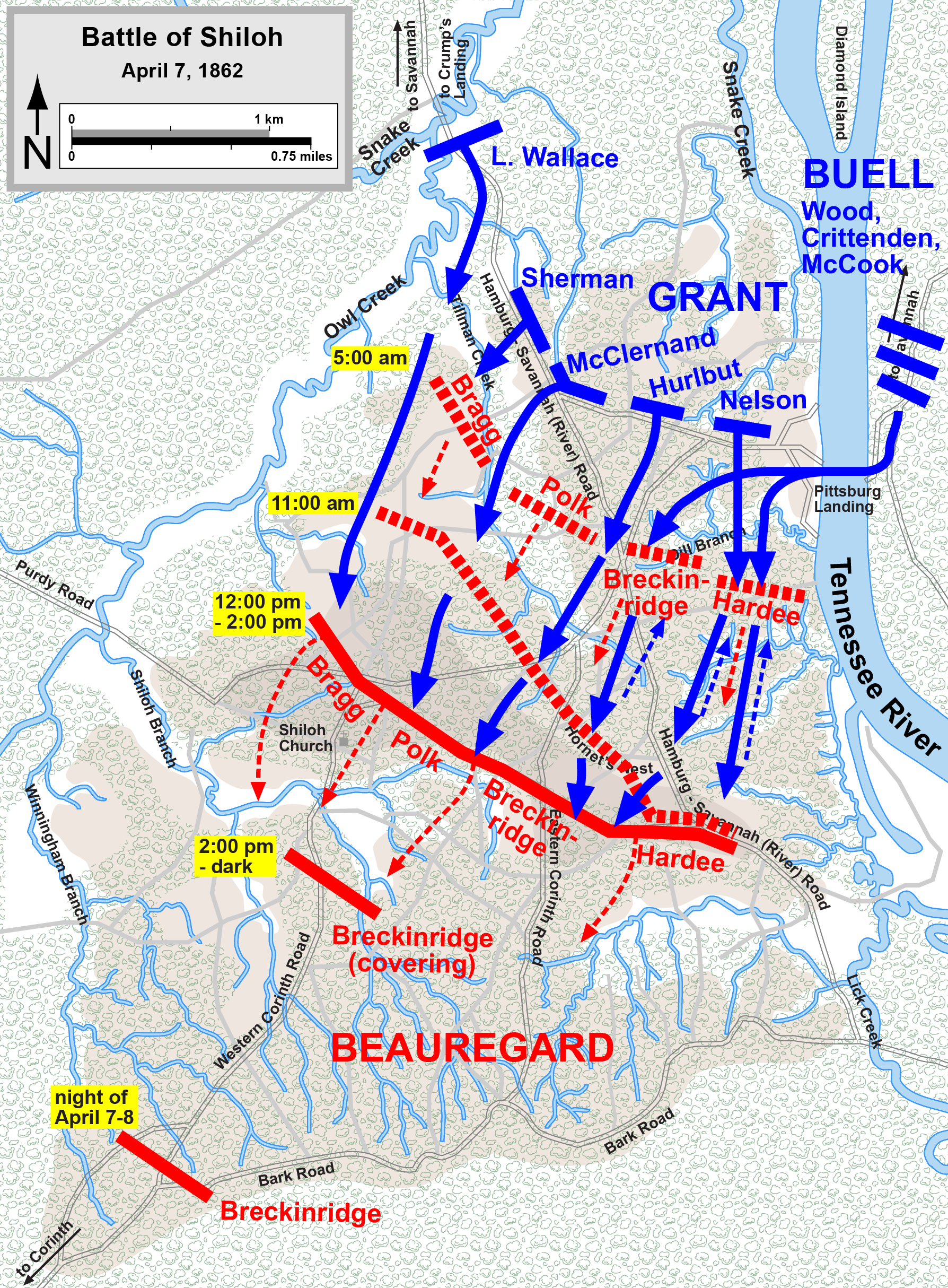
Il contrattacco di Grant alla battaglia di Shiloh.

Il 6 di aprile le forze confederate riunite sotto Beauregard e Johnston sorpresero l'impreparata Armata del Tennessee Occidentale di Grant con un massiccio assalto compiuto all'alba allo sbarco di Pittsburg nella battaglia di Shiloh. Nel primo giorno di scontri la carica sudista riportò Grant indietro fino ad arretrare contro il Tennessee, ma non riuscì a sconfiggerlo. Johnston fu ferito a morte quello stesso giorno guidando una carica di fanteria; era considerato dalla presidenza di Jefferson Davis il generale più efficace della Confederazione esistente in quel momento.
Nel corso della giornata successiva Grant ricevette i rinforzi tanto attesi da Buell e lanciò un contrattacco che respinse gli avversari; non riuscì invece a mettersi all'inseguimento del nemico in ritirata e ricevette pertanto una feroce critica sia per questo fatti che per le grandi perdite di vite umane subite, un numero maggiore (quasi 24.000) di tutte le precedenti battaglie americane messe assieme.
Il controllo dell'Unione sul fiume Mississippi cominciò a farsi stringente. Il 7 di aprile, mentre i confederati si stavano ritirando da Shiloh, il Maggior generale John Pope sconfisse la forza isolata di Beauregard nella battaglia dell'Isola numero 10, aprendo in tal modo il fiume a Sud fino quasi a Memphis.
Il 18 di maggio intanto l'ammiraglio David G. Farragut vinse la battaglia di New Orleans, giungendo a conquistare lo scalo portuale più significativo dell'intero Sud Benjamin Butler occupò quindi l'intera città di New Orleans instaurando immediatamente un forte governo militare che provocò un considerevole risentimento tra la popolazione civile.
Sebbene Beauregard avesse una ben poca forza concentrata disponibile per opporsi ad un movimento verso Sud da parte di Halleck il generale dell'Unione dimostrò una spinta insufficiente e non riuscì a sfruttare pienamente la situazione; rimase in attesa fino a quando non radunò un grande esercito unendo le forze dell'Armata dell'Ohio di Buell, l'esercito di Grant del Tennessee Occidentale e l'Armata del Mississippi di Pope, per convergere a Pittsburg Landing.

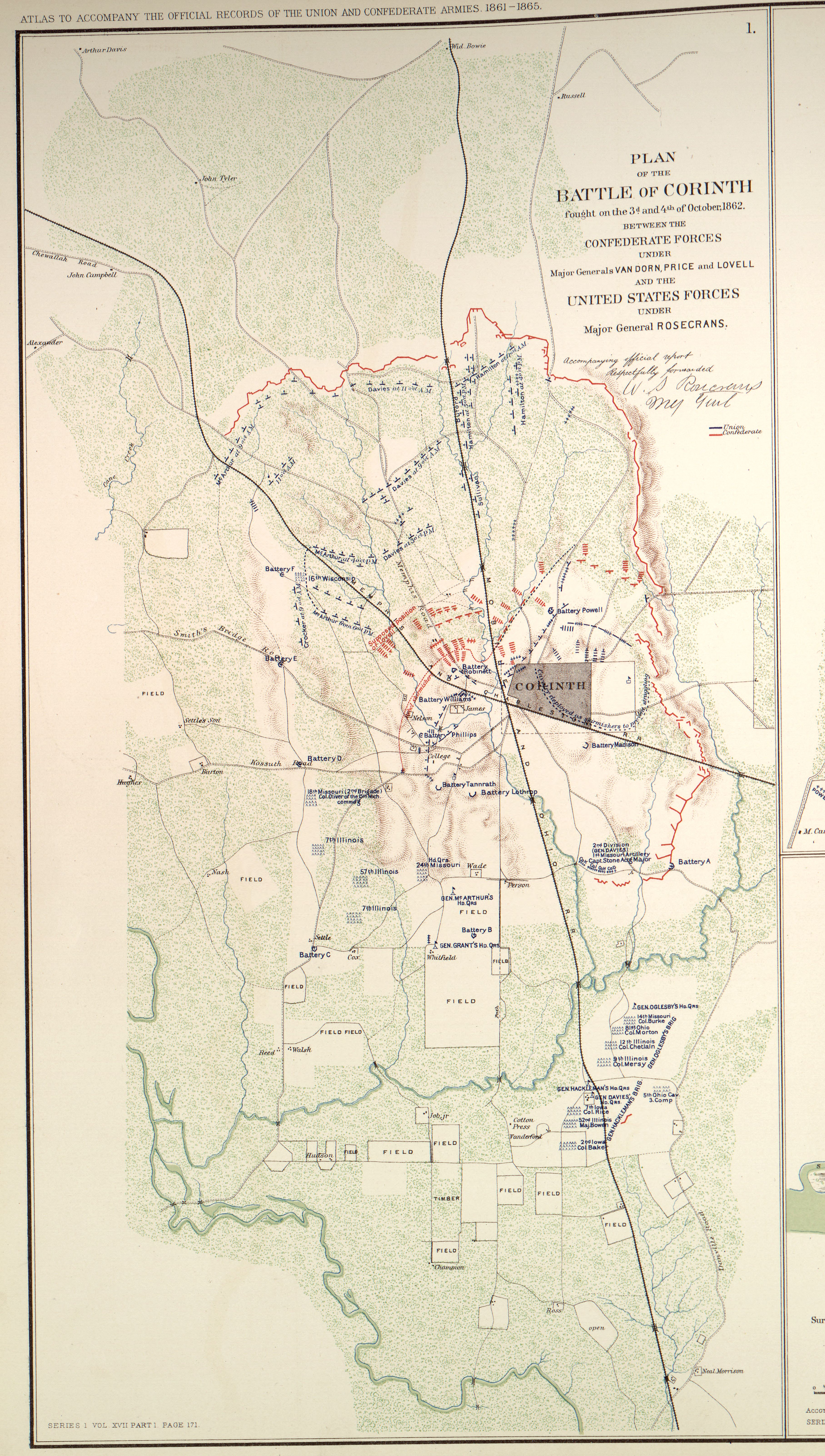
Mappa dell'assedio di Corinth fino all'ultimo scontro risolutivo a vantaggio dell'Unione.

Si spostò lentamente in direzione del critico snodo ferroviario di Corinth, impiegando ben quattro settimane per coprire i 32 km da Shiloh, fermandosi di notte per trincerarsi. Il 3 di maggio Halleck si trovava ad una quindicina di chilometri dalla città, ma impiegò altre tre settimane per avanzare di altre otto miglia per approssimarvisi ancor di più.
Poi fu finalmente pronto per iniziare un massiccio bombardamento delle difese confederate; alla fine dell'assedio di Corinth Beauregard decise di non creare una costosa posizione difensiva e quindi retrocesse senza scatenare ostilità nel corso della nottata del giorno 29.
Grant non diresse direttamente le operazioni a Corinth; Halleck aveva riorganizzato il suo esercito dandogli la posizione impotente di secondo in comando e mescolando le divisioni dei tre eserciti in altrettante "Ali". Solamente quando Halleck venne spostato nel Teatro Orientale per sostituire McClellan come generale in capo Grant poté riprendere il suo posto di comando sul campo, ora denominato "Distretto del Tennessee Occidentale".
Ma prima di andarsene Halleck disperse le sue forze mandando Buell in direzione di Chattanooga in preparazione della prima battaglia di Chattanooga, William Tecumseh Sherman a Memphis in preparazione della battaglia di Memphis, un'altra divisione nell'Arkansas ed infine Rosecrans a mantenere una posizione di copertura attorno a Corinth nella prospettiva di una seconda battaglia di Corinth.
Una delle ragioni addotte per questi provvedimenti fu che Abraham Lincoln in persona desiderava conquistare il Tennessee Orientale e al contempo proteggere gli unionisti presenti nella regione.

## Seconda metà del 1862: Kentucky, Tennessee e Mississippi settentrionale

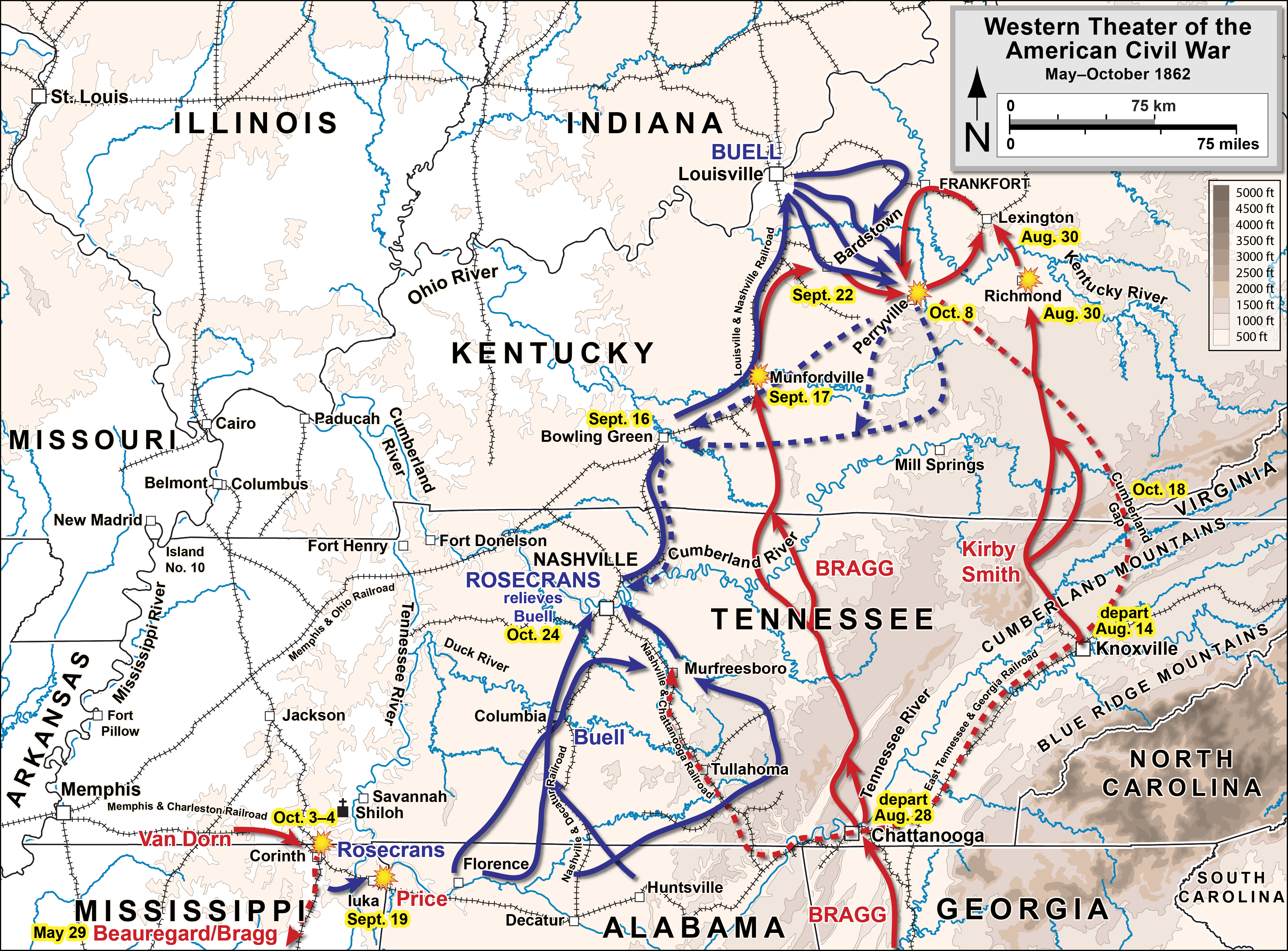
Il Teatro Occidentale tra il maggio e l'ottobre del 1862, dall'assedio di Corinth alla battaglia di Perryville.

Mentre Halleck concluse con un pieno successo la conquista di Corinth il confederato Braxton Bragg succedette a Beauregard (il 27 giugno per motivi di salute) al comando dei suoi 56.000 soldati dell'Armata confederata del Tennessee, a Tupelo, nel Mississippi poco più a Sud della stessa Corinth; ma decise immediatamente che una mossa anticipatrice diretta a Nord della città non era più praticabile.
Lasciò quindi Sterling Price e Earl Van Dorn in zona con l'intento di distrarre Grant e al contempo mobilitare 35.000 uomini su rotaia attraverso Mobile - nell'Alabama - per raggiungere le vicinanze di Chattanooga. Anche se non lasciò Tupelo fino al 21 di luglio, fu in grado di raggiungere i pressi del centro urbano prima che Buell lo potesse fare a sua volta.
Il piano generale di Bragg era quello di avviare la Campagna del Kentucky in un'operazione d'invasione congiunta con il generale Edmund Kirby Smith, tagliare le linee di comunicazione di avversarie, sconfiggere l'esercito nemico e poi tornare indietro per affrontare Grant.
Kirby Smith lasciò Knoxville il 14 di agosto costringendo l'Unione ad evacuare velocemente il valico di Cumberland Gap, poi sconfisse una sua piccola guarnigione nella battaglia di Richmond e raggiunse Lexinton il giorno 30.
Bragg abbandonò quindi Chattanooga poco prima che Smith raggiungesse Lexington, mentre Buell si trasferì a Nord partendo da Nashville in direzione di Bowling Green; ma il comandante sudista si mosse rapidamente e già il 14 di settembre aveva interposto il suo esercito sulle linee di rifornimento di Buell provenienti da Louisville.
Bragg si dimostrò riluttante a sviluppare questa situazione in quanto sapeva bene di trovarsi in una condizione di netta inferiorità numerica; se solo fosse stato in grado di congiungersi con Kirby Smith avrebbe avuto una forza di effettivi quasi equivalente, ma il comando di Smith era separato dal proprio ed egli inoltre credeva che Bragg potesse giungere a catturare Louisville anche senza poter contare sull'assistenza del suo esercito.

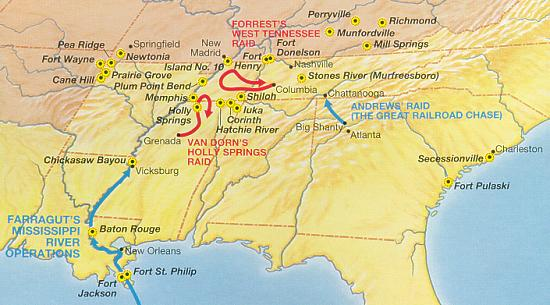
Mappa delle operazioni nel Teatro Occidentale durante il 1862.

Buell a questo punto, messo sotto pressione dagli apparati governativi della presidenza di Abraham Lincoln volti a fargli intraprendere al più presto delle azioni maggiormente decise ed improntate all'aggressività, fu quasi sollevato dall'incarico; soltanto la riluttanza personale dimostrata da George H. Thomas nell'assumere il comando dalle mani del superiore all'inizio di una Campagna ne prevenne la rimozione. Mentre si approssimava a Perryville iniziò a concentrare il suo esercito di fronte alle forze confederate.
Bragg non era inizialmente presente, avendo scelto invece di partecipare alla cerimonia di inaugurazione del governatore confederato del Kentucky George Washington Johnson tenutasi a Frankfort. L'8 di ottobre cominceranno i combattimenti della battaglia di Perryville per il possesso delle fonti d'acqua tutt'attorno alla cittadina e, con l'intensificarsi degli scontri, l'Armata confederata del Mississippi finì con l'ottenere un vantaggio tattico in un assalto contro un singolo Corpo d'armata dell'Armata dell'Ohio di Buell.
Quella sera stessa Bragg si rese conto di trovarsi di fronte all'esercito di Buell al gran completo e ordinò quindi una ritirata strategica ad Harrodsburg, ove venne raggiunto dall'Armata del Kentucky di Kirby Smith il giorno 10 seguente; nonostante avesse una forte predominanza grazie agli eserciti ricongiunti non tentò neppure di riprendere l'iniziativa. Buell rimarrà egualmente passivo. Bragg allora si ritirò attraverso il Cumberland Gap per ritornarsene a Murfreesboro attraversando Chattanooga.
Mentre Buell stava affrontando la minaccia di Bragg nel Kentucky le operazioni confederate nel Nord del fiume Mississippi avevano lo scopo di impedire al nemico il sopraggiungere dei rinforzi da parte di Grant il quale si stava seriamente preparando per la sua imminente campagna di Vicksburg.
Halleck era oramai partito per Washington per poter servire nel suo nuovo incarico di comandante generale dell'esercito statunitense, cosicché l'ufficiale unionista venne lasciato da solo alla guida del "Distretto del Tennessee Occidentale" senza dover subire le continue interferenze improprie che tanto lo angustiavano.

Bandiera dell'"Armata confederata del Tennessee Occidentale" di Earl Van Dorn.

Il 14 di settembre intanto S. Price aveva cominciato a trasferire la propria nuova "Armata dell'Ovest" del "Distretto Trans-Mississippi" a Iuka, a 32 chilometri ad Est di Corinth; intendeva in tal modo collegarsi con le forze messe in campo da E. Van Dorn con l'"Armata confederata del Tennessee Occidentale" ed avviare le operazioni contro Grant. Questi però inviò lestamente William Starke Rosecrans e Edward Ord con l'intenzione di attaccare Price prima che potesse unirsi al collega sudista.
Nella battaglia di Iuka del giorno 19 Rosecrans riuscì ad ottenere una vittoria - seppur di portata minore - ma uno scarso coordinamento e la presenza di un'"ombra acustica" (un'area in cui le onde sonore non riescono a propagarsi a causa di ostacoli topografici o interruzioni delle onde causate da fenomeni quali correnti di vento, edifici o barriere acustiche) permisero a Price di sfuggire alla prevista doppia offensiva dell'Unione.
Price e Van Dorn decisero quindi di unire le proprie forze e di attaccare da una posizione vantaggiosa la concentrazione delle truppe avversarie stanziate a Corinth e poi di avanzare rispettivamente nel Tennessee Occidentale e nel Medio Tennessee. Nella seconda battaglia di Corinth (3-4 ottobre) caricarono le postazioni fortificate nordiste, ma furono ala fine respinti con gravi perdite; ritirandosi in direzione Nord-ovest sfuggirono all'inseguimento dell'oramai esausto esercito di Rosecrans, ma i loro obiettivi destinati a minacciare il Medio Tennessee e di supportare Bragg risultarono sventati.
Il 24 di ottobre Buell venne sostituito da Rosecrans che ribattezzò subito la sua forza "Armata del Cumberland". Dopo un periodo di rifornimenti ed intenso addestramento del suo esercito a Nashville il comandante unionista si mosse contro Bragg a Murfreesboro subito dopo Natale; nella battaglia di Stones River Bragg però sorprese il contendente con un potente assalto avviato il 31 di dicembre, spingendo così le forze dell'Unione sempre più indietro verso un piccolo perimetro contro il fiume Stones.
Ma il 2 gennaio seguente gli ulteriori tentativi di assalto a Rosecrans furono respinti in modo decisivo e Bragg concluse le operazioni ritirandosi a Sud-est di Tullahoma. In proporzione alle dimensioni degli eserciti, le vittime dello scontro protrattosi per 3 intere giornate (circa 12.000 per parte) resero questa battaglia come la più sanguinosa della guerra fino a quel momento, superando perfino la precedente battaglia di Shiloh.
Alla fine della Campagna la minaccia di Bragg contro il Kentucky era stata definitivamente neutralizzata e a tutti gli effetti il controllo del Medio Tennessee venne ceduto alle formazioni dell'Unione nettamente preponderanti.

## Fine del 1862-prima metà del 1863: Campagna di Vicksburg

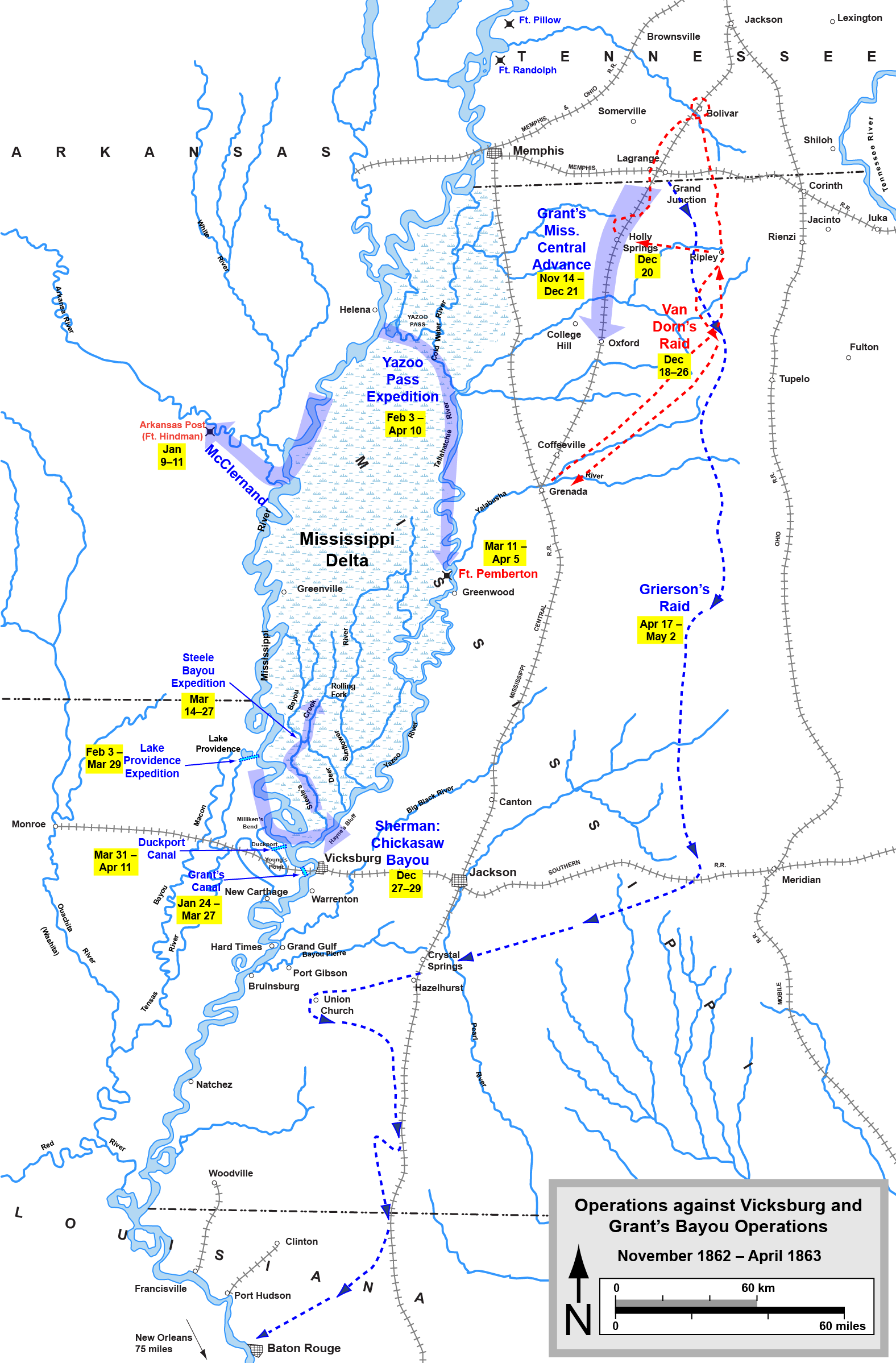
Le operazioni contro Vicksburg tra dicembre del 1862 e marzo del 1863.

Il presidente Abraham Lincoln credeva fermamente che la città fortificata di Vicksburg posta sulle sponde del fiume Mississippi costituisse la chiave per poter vincere più agevolmente la guerra. Essa e il sottostante Port Hudson erano difatti le ultime roccaforti confederate rimaste che impedivano il pieno controllo dell'Unione sul grande corso d'acqua.
Situata su alte scogliere che si affacciano su una stretta ansa del fiume e chiamata "Gibilterra del Mississippi", Vicksburg era quasi invulnerabile agli assalti navale. L'ammiraglio David G. Farragut lo aveva già sperimentato in via diretta a proprie spese nel corso delle sue spedizioni miseramente fallite del maggio 1862, come ad esempio nella battaglia navale di Fort Pillow.
Il piano generale adottato per espugnare il sito era che Ulysses S. Grant si trasferisse a Sud da Memphis contemporaneamente a Nathaniel Banks che si sarebbe dovuto muovere con gradualità in direzione Nord partendo da Baton Rouge. Lo spostamento di quest'ultimo si rivelò però difficoltoso e l'avanzata finì con l'impantanarsi di fronte allo scoglio rappresentato dall'assedio di Port Hudson, tanto che potrà offrire ben poca assistenza a Grant.

### Prima fase
La prima parte della Campagna militare fu un movimento a due punte. William Tecumseh Sherman navigò lungo il fiume con 32.000 uomini mentre Grant si sarebbe trasferito in parallelo a lui attraversando la regione in treno con altri 40.000 effettivi; egli riuscì ad avanzare di 130 km, ma le sue linee di rifornimento vennero tagliate dalla cavalleria di Earl Van Dorn a Holly Springs, costringendolo a ritirarsi.
Sherman raggiunse lo "Yazoo River" che scorre appena a Nord di Vicksburg, ma senza avere il sostegno dell'altra metà della missione, fu respinto dopo sanguinosi assalti nella battaglia di Chickasaw Bluffs alla fine di dicembre.
In aggiunta cominciarono ad intromettersi anche le valutazioni politiche. John Alexander McClernand ottenne il permesso di reclutare un esercito nel Sud dell'Illinois e di comandarlo in una spedizione diretta proprio alla città seguendo le rive del fiume; sarebbe stato in grado di ottenere il controllo del Corpo d'armata già assegnato in precedenza a Sherman, ma questi se ne andò da Memphis prima che McClernand avesse il tempo di arrivare. Solo quando Sherman tornò dalla spedizione di Yazoo Pass il collega generale ne assunse il comando.
Inspiegabilmente deviò dal suo obiettivo principale catturando l'"Arkansas Post" - sul fiume Arkansas - nella battaglia di Fort Hindman, ma prima che potesse riprendere l'avanzata programmata Grant aveva riaffermato il proprio controllo sull'intera situazione tanto che McClernand divenne uno dei comandanti di Corpo all'interno del suo esercito. Per il resto dell'inverno Grant mise a punto ben cinque progetti separati nel tentativo di raggiungere la città spostandosi attraverso i fiumi, i canali interni e il Bayou situato a Nord.
Utilizzò ampiamente i servizi offertigli dal genio militare e dagli esperti di topografia, ad esempio nella spedizione di Steele's Bayou, ma ciononostante non ebbe alcun successo in nessuna di esse; Grant si premurò in seguito di spiegare che si era aspettato anticipatamente queste battute d'arresto e che stava semplicemente cercando di mantenere la propria Armata occupata e soprattutto ben motivata. Molti storici credono tuttavia che sperasse davvero che alcuni dei suoi progetti potessero avere un buon esito, ma che in realtà erano troppo ambiziosi.

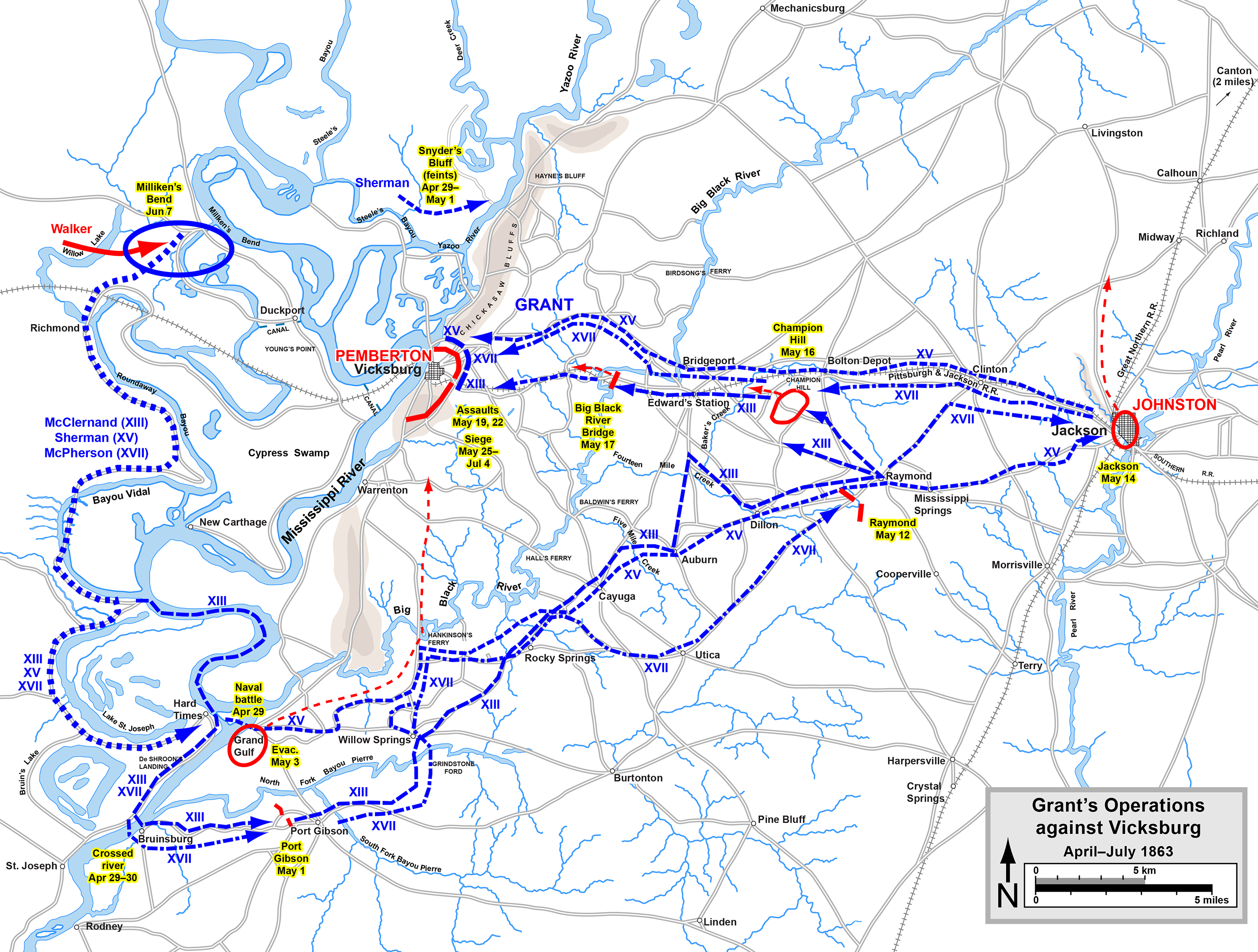
Le operazioni di Grant contro Vicksburg tra aprile e luglio del 1863.

### Seconda fase
La seconda fase della Campagna, che ebbe inizio nella primavera del 1863, ebbe successo e viene considerata la più grande conquista ottenuta dagli unionisti nel Teatro Occidentale - ma non solo - realizzata da parte di Grant (e una classica Campagna di storia militare).
Egli sapeva molto bene di non poter attaccare attraverso il Mississippi da Nord-ovest a causa della vulnerabilità della sua linea di rifornimento; gli approcci in questo senso nati dal fiume erano tutti falliti ripetutamente.
Così, dopo che divenne possibile il movimento sulle strade sterrate le quali si stavano finalmente asciugando dalle copiose piogge invernali, Grant spostò la maggior parte del suo esercito lungo la sponda Occidentale del grande fiume.
Il 16 di aprile le navi da battaglia e i mezzi di trasporto-truppe della Union Navy riusciranno positivamente a correre il rischio di oltrepassare i cannoni difensivi di Vicksburg potendo in tal modo traghettare l'esercito attraverso il fiume per approdare a Sud in quel di Bruinsburg.
Grant impiegò qui due diversioni strategiche per mascherare le sue intenzioni: una finta di Sherman a Nord di Vicksburg e un'audace incursione di cavalleria nel Mississippi centrale messa in atto da Benjamin Henry Grierson, divenuta poi nota come Raid di Grierson. La prima risultò inconcludente, mentre l'altra ottenne un pieno successo. Grierson fu in grado inizialmente di attirare un numero significativo di forze confederate, per disperderle subito dopo in tutto lo Stato.
Grant dovette affrontare ben due eserciti nemici nel corso della sua Campagna: la guarnigione di stanza a Vicksburg comandata da John Clifford Pemberton e le truppe assiepatesi attorno a Jackson dirette da Joseph Eggleston Johnston, il comandante generale sudista del Teatro Occidentale. Invece di dirigersi direttamente a Nord verso la città Grant preferì invece tagliare la linea di comunicazioni (e di rinforzi) tra i due eserciti confederati. L'Armata del Tennessee si diresse rapidamente verso Nord-est in direzione della città.

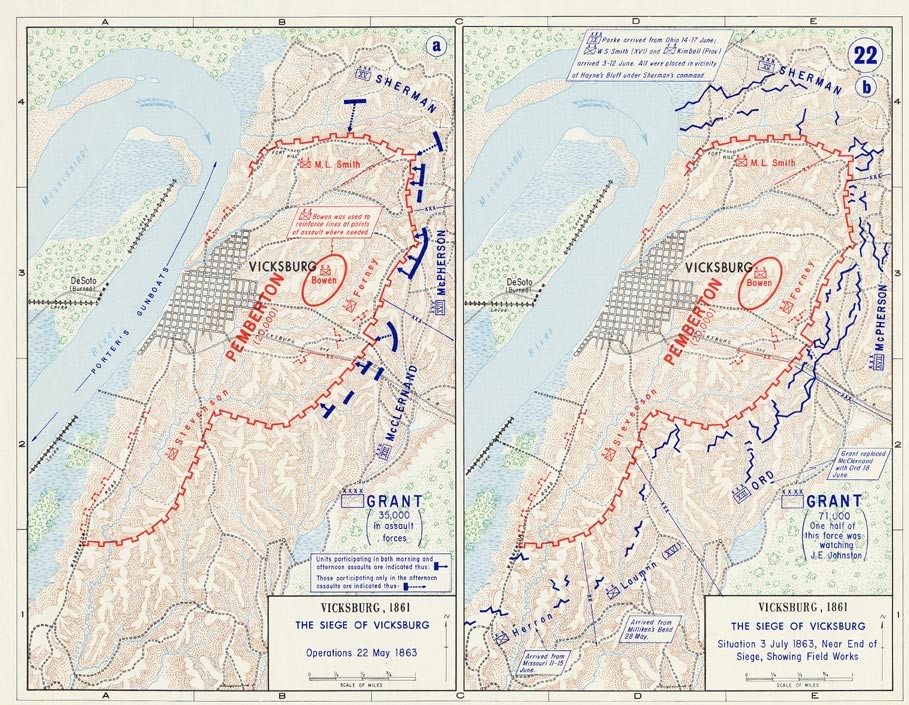
Le fasi dell'assedio di Vicksburg dal 22 maggio al 3 luglio del 1863.

Nel frattempo condurrà con sé una linea di rifornimento limitata; la storia convenzionale della Campagna indica che si liberò di tutte le scorte, lasciando così sommamente perplesso Pemberton, che tentò di interdire le sue linee - inesistenti - nella battaglia di Raymond il 12 di maggio.
In realtà Grant farà affidamento soprattutto sull'economia locale solo per fornirgli i generi alimentari di prima necessità per uomini ed animali, ma vi era un flusso costante di carri che trasportavano munizioni, caffè, polvere da sparo, sale e altre provviste.
Il Corpo d'Armata di Sherman vinse nettamente nella battaglia di Jackson avvenuta due giorni dopo; l'intero esercito svoltò quindi ad Ovest per affrontare frontalmente l'avversario proprio di fronte a Vicksburg.
Lo scontro decisivo si concretizzò nella battaglia di Champion Hill, l'ultima difesa efficace per Pemberton prima che si ritirasse dietro i trinceramenti innalzati tutt'attorno alla città. Gli unionisti assaliranno le truppe confederate per due volte a caro prezzo all'inizio dell'assedio di Vicksburg che poi si prolungò per oltre sei settimane.
Sia i soldati che i civili avranno molto a soffrire per i continui bombardamento a cui verranno sottoposti, ma anche innanzitutto per il senso di disfatta incombente; entrambi si aggrapperanno per un breve periodo di tempo alla speranza che il generale Johnston sarebbe infine giunto con i rinforzi, ma questi era stato oramai totalmente tagliato fuori ed inoltre si dimostrò essere troppo cauto.
Il 4 di luglio - anniversario del Giorno dell'Indipendenza Pemberton consegnò a Grant il suo esercito al completo e la città dopo aver innalzato la bandiera bianca. In concomitanza con la sconfitta di Robert Edward Lee nella battaglia di Gettysburg del giorno precedente, Vicksburg è ampiamente considerato uno dei punti di svolta dell'intera guerra. Il giorno 8 seguente, dopo che Banks aveva finalmente catturato Port Hudson, l'intero fiume Mississippi risultò nelle mani dell'Unione e gli Stati Confederati d'America si troveranno nettamente divisi in due tronconi.

## Seconda metà del 1863: Tullahoma, Chickamauga e Chattanooga

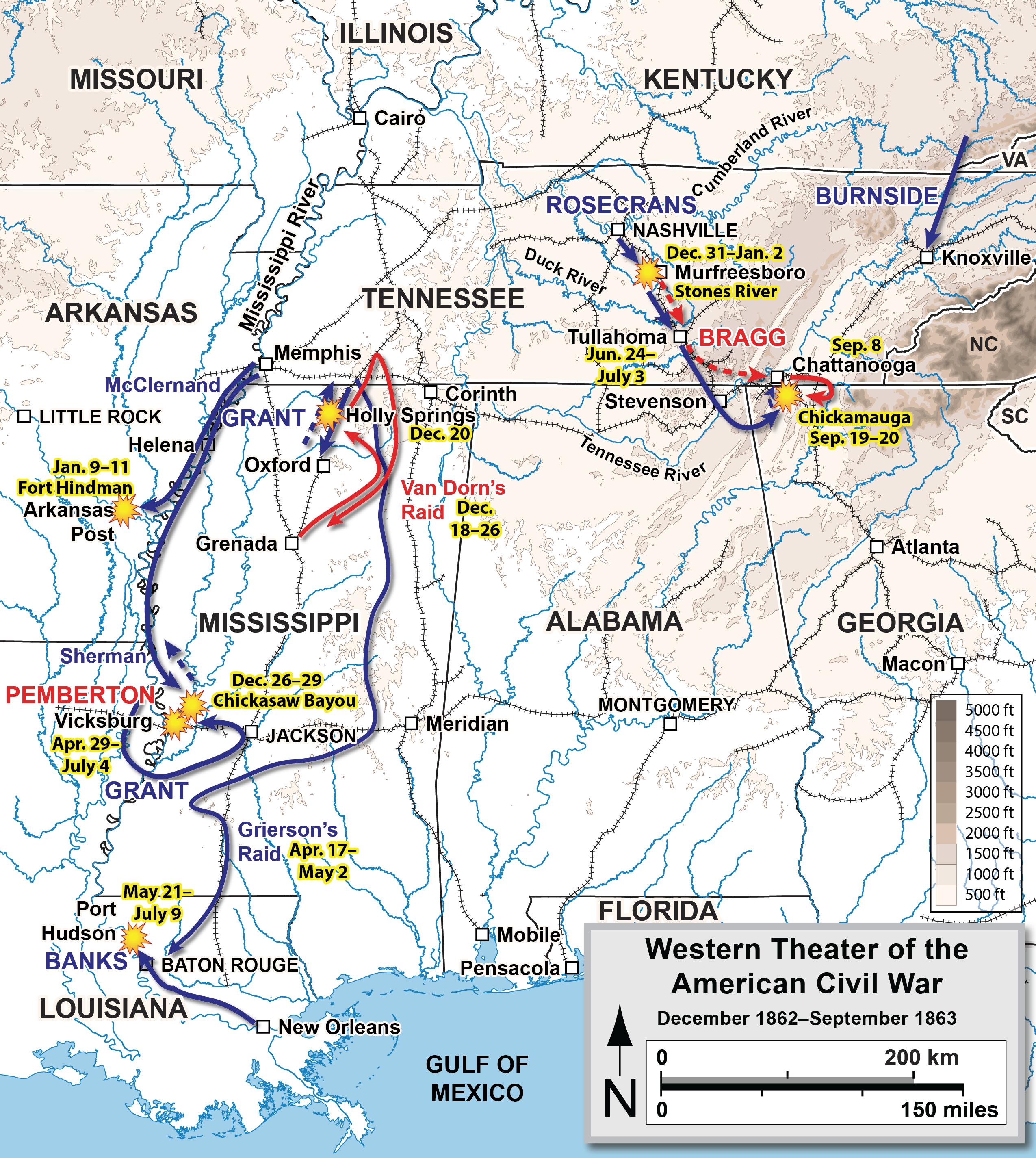
Le operazioni nel Teatro Occidentale dall'inizio della Campagna di Vicksburg (dicembre 1862) alla battaglia di Chickamauga (settembre 1863).

A seguito della vittoria ottenuta nella battaglia di Stones River William Starke Rosecrans occupò Murfreesboro per un periodo di quasi 6 mesi, mentre Braxton Bragg se ne rimaneva a Tullahoma stabilendo una lunga linea difensiva che avrebbe dovuto avere lo scopo di bloccare qualsiasi tentativo di avanzata dell'Union Army contro la città strategica di Chattanooga posta esattamente alle sue spalle.
Ad aprile la cavalleria unionista di Abel Delos Streight si mosse contro la rete ferroviaria che riforniva l'esercito confederato nel Medio Tennessee, sperando che in tal modo potesse costringerli a far retromarcia per ritornarsene all'interno dei confini della Georgia.
La brigata di Streight farà irruzione in territorio nemico attraversando molte contee del Mississippi e dell'Alabama, combattendo accanitamente contro le incursioni portate a compimento dalla guerriglia di Nathan Bedford Forrest.
Il raid del comandante unionista si concluse subito dopo la battaglia di Day's Gap, quando i suoi uomini oramai del tutto esausti si arresero nelle immediate vicinanze di Rome (Georgia) il 3 di maggio. 

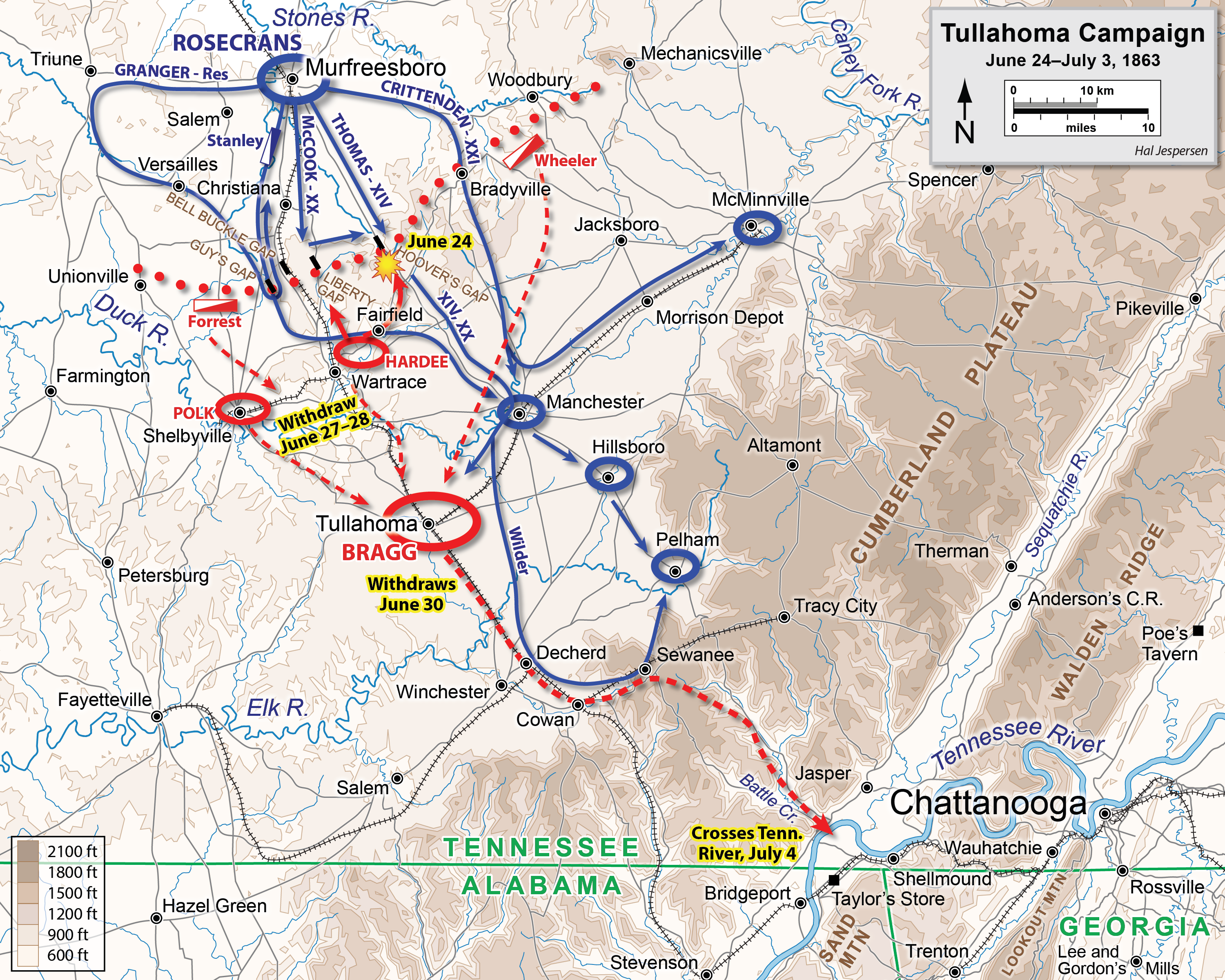
Schema della Campagna di Tullahoma.

A giugno infine Rosecrans si decise ad avanzare contro Bragg in una Campagna di manovre brillanti, quasi tutte senza spargimenti di sangue: la Campagna di Tullahoma. Il risultato ottenuto fu quello di respingere Bragg al si fuori del Medio Tennessee.

Nel corso di questo lasso di tempo John Hunt Morgan e i suoi 2.460 cavalieri confederati si spinsero sempre più verso Ovest muovendosi in giugno a partire da Sparta situata nel Tennessee centrale, con il proposito di distogliere l'attenzione dell'Armata dell'Ohio di Ambrose Burnside - che stava dirigendosi verso Knoxville - dalle forze sudiste ancora presenti ed attive nel territorio statale.

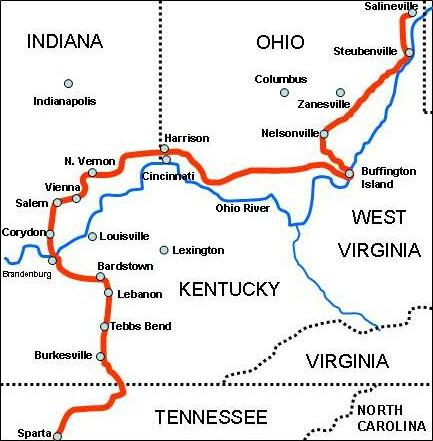
La rotta del Raid di Morgan.

All'inizio della Campagna Morgan si trasferì a Nord; nel Raid di Morgan per 46 giorni e cavalcando per oltre 1.600 km e cavalleggeri sudisti terrorizzarono l'intera regione settentrionale del Tennessee fino a toccare i confini con l'Ohio, il Kentucky e l'Indiana distruggendo ponti, reti ferroviarie e depositi governativi prima d'essere infine catturati. A novembre metteranno a segno la realizzazione di un'audace evasione dal penitenziario di Columbus (Ohio) e fecero ritorno al Sud
Dopo essersi trattenuto per diverse settimane a Tullahoma Rosecrans cominciò a pianificare il progetto di stanare Bragg da Chattanooga grazie all'attraversamento del fiume Tennessee dirigendosi a Sud e così interdire le linee dei rifornimenti confederati in partenza dalla Georgia. Iniziò le operazioni il 18 di agosto del 1863 con un intenso cannoneggiamento durato due settimane come diversivo prima della seconda battaglia di Chattanooga.
L'Alto comando confederato rafforzò Bragg con una divisione giunta dal Mississippi e con il I Corpo dell'Armata Confederata della Virginia Settentrionale comandato da James Longstreet. Rosecrans inseguì l'avversario nelle aspre zone montuose della Georgia Nord-occidentale, solo per venire a scoprire che era stato volutamente attirato in una trappola; la battaglia di Chickamauga del 19-20 settembre ebbe inizio con l'assalto contro l'Armata del Cumberland.

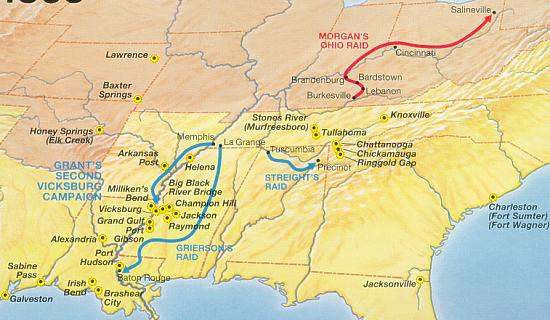
Mappa delle operazioni svolte nel Teatro Occidentale e nel Teatro Trans-Mississippi della guerra di secessione americana durante il 1863.

Un'incomprensione tra le sfere di comando lasciò una grossa lacuna nella linea unionista quando giunsero i rinforzi; Longstreet fu quindi in grado di far muovere il proprio Corpo d'armata in quella falla e costringere l'intero esercito unionista ad una ritirata generale.
Se non fosse stato per la parte difensiva svolta da una porzione della linea guidata dal XV Corpo di George H. Thomas (che venne per questo soprannominato "The Rock of Chickamauga") l'Armata di Rosecrans sarebbe stata completamente sbaragliata. Devastato dalla rotta a cui era andato incontro il generale retrocedette rapidamente asserragliandosi a Chattanooga; Bragg iniziò allora uno stato d'assedio occupando l'altopiano che consentiva di dominare la città..
Di ritorno dalla vittoriosa campagna di Vicksburg Grant stava nel frattempo facendo riposare il proprio esercito e nel contempo pianificando un'azione concertata che gli avrebbe permesso di catturare Mobile (Alabama) prima di spingersi ad Est; ma quando la notizia della terribile sconfitta patita da Rosecrans raggiunse la presidenza di Abraham Lincoln a Grant venne ordinato di recarsi in loco e andare a salvarlo.
Il 17 di ottobre gl fu quindi dato il comando della "Divisione militare del Mississippi", venendo in tal modo ad avere sotto il suo diretto controllo tutti gli eserciti operanti nel Teatro Occidentale; innanzitutto sostituì Rosecrans con Thomas e si diresse a Chattanooga, ove approvò un piano per aprire una nuova linea di rifornimento (denominata "Cracker Line", consentendo agli approvvigionamenti e ai rinforzi di raggiungerli.

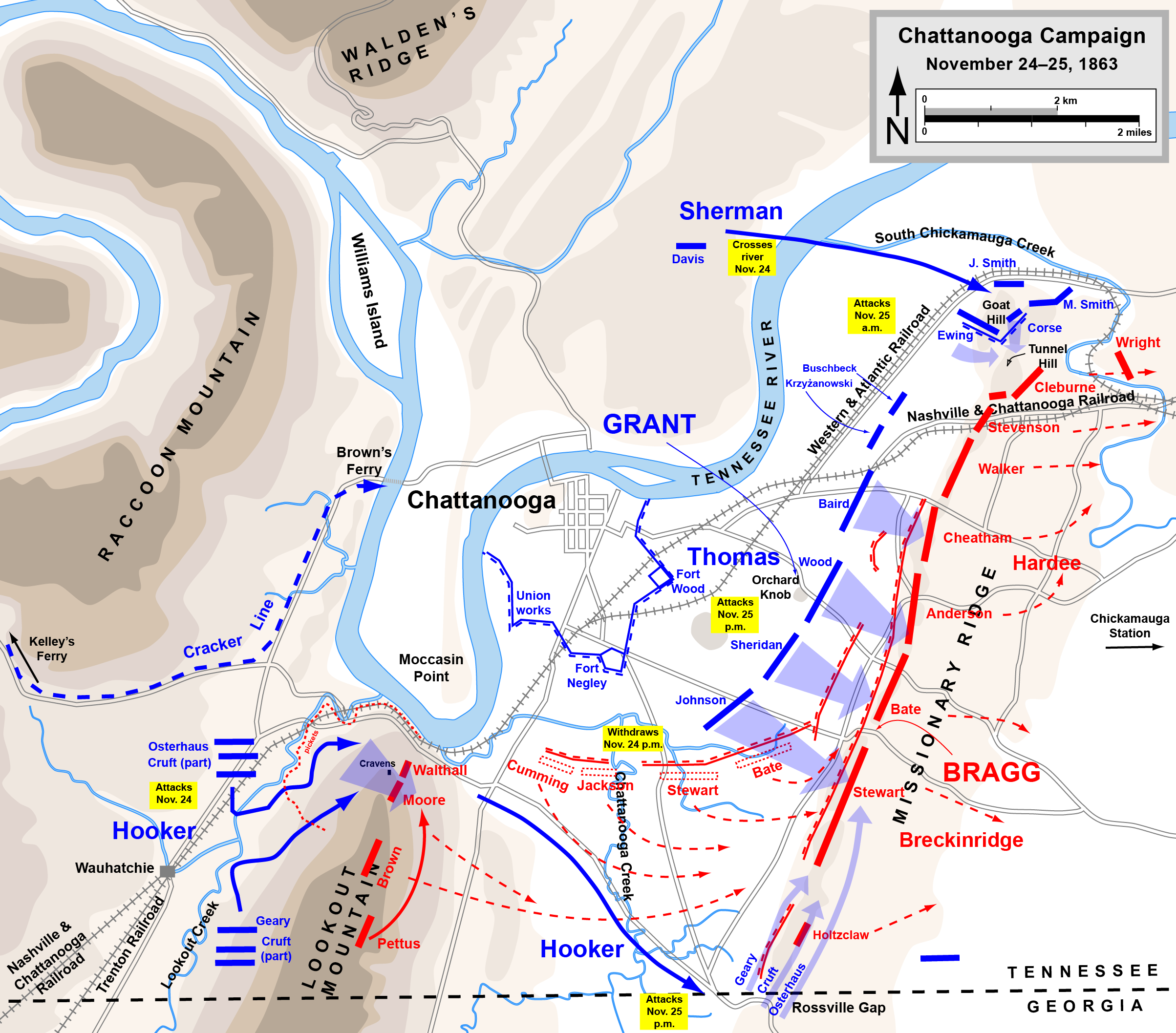
Schema della battaglia di Lookout Mountain e della battaglia di Missionary Ridge alla conclusione della Campagna di Chattanooga.

Ben presto alle truppe assediate si aggiunsero altri 40.000 effettivi dall'Armata del Tennessee sotto la guida di Sherman e dall'Armata del Potomac di Joseph Hooker. Mentre l'esercito unionista si espandeva quello confederato subiva una contrazione; Bragg inviò difatti il Corpo di Longstreet a Knoxville per prevenire una mossa d'anticipo sulla cittadina da parte di Burnside.
La Campagna di Chattanooga entrò nella sua fase più calda e risolutiva il 24 di novembre quando Hooker conquistò la cima nemica nel corso della battaglia di Lookout Mountain, una delle due grandi vette dominanti la città. Già il giorno a seguire Grant pianificò un doppio movimento di accerchiamento della posizione di Bragg installata nell'altra montagna e vinse nella battaglia di Missionary Ridge.
Sherman avrebbe dovuto attaccare da Nord, Hooker da Sud e Thomas tenere il centro; ma il primo assalto s'impantanò nella confusione tanto che il comandante unionista dovette ordinare a Thomas di lanciare una carica minore in qualità di diversivo per alleviare la posizione di Sherman.
Le truppe, prese dall'entusiasmo ed ansiose di riscattarsi dall'umiliazione patita a Chickamauga proseguirono l'attacco iniziale assaltando l'imponente dorsale posta di fronte a loro, rompendo la linea confederata e facendola indietreggiare.
Chattanooga venne salvata e posta in sicurezza; questo, insieme al fallimento di Longstreet nella Campagna di Knoxville contro Burnside, assicurò all'intero Tennessee Orientale - politicamente molto sensibile - la liberazione dal controllo sudista. Una via d'invasione puntava ora direttamente ad Atlanta e quindi al cuore degli Stati Confederati d'America.
Bragg, la cui amicizia personale con il presidente confederato Jefferson Davis aveva precedente salvato il suo comando in seguito alle sconfitte subite prima nella battaglia di Perryville e poi nella battaglia di Stones River, fu finalmente sollevato dai suoi doveri e sostituito da Joseph Eggleston Johnston.

## Maggio-settembre del 1864: Campagna di Atlanta

I movimenti dalla Campagna di Chattanooga fino alla Campagna delle Caroline.

Nel marzo 1864 Grant fu promosso tenente generale e andò nel Teatro Orientale per assumere la guida di tutti gli eserciti dell'Unione in qualità di Comandante generale dell'esercito statunitense. Sherman gli succedette al comando della "Divisione militare del Mississippi". Grant ideò una strategia militare che avrebbe dovuto condurre ad una serie di progressi simultanei all'interno di tutto il territorio ribelle.
Esso era destinato a distruggere completamente o in ogni caso seriamente danneggiare l'esercito di Robert Edward Lee nella Virginia con tre principali spinte in avanti (rispettivamente sotto la direzione di George G. Meade, Benjamin Butler e Franz Sigel) lanciate in direzione della capitale nemica Richmond e nella Valle dello Shenandoah.
Obiettivi strettamente correlati erano quelli di conquistare Mobile con un esercito sotto il comando di Nathaniel Banks ed infine annientare le forze di Johnston mentre ci si dirigeva verso Atlanta.
La maggior parte delle iniziative però - almeno inizialmente - fallirono: Butler si impantanò nella campagna di Bermuda Hundred; Sigel fu rapidamente sconfitto nella valle; Banks venne battuto nella sfortunata campagna del Red River; Meade e Grant infine subirono molte battute d'arresto con ampi spargimenti di sangue nella Campagna terrestre prima di bloccarsi definitivamente con l'assedio di Petersburg. 

Schema della Campagna di Atlanta condotta da William Tecumseh Sherman.

La Campagna di Atlanta condotta da Sherman ebbe invece più successo e, fin da subito, un maggior numero di risultati quantificabili. All'inizio delle operazioni la "Divisione militare del Mississippi" consisteva di tre eserciti: l'Armata del Tennessee di James B. McPherson (la vecchia armata di Sherman sotto il comando di Grant), l'Armata dell'Ohio di John Schofield ed infine l'Armata del Cumberland di George H. Thomas.
Ad opporvisi a vi fu l'Armata confederata del Tennessee guidata da J. E. Johnston. Sherman si trovò in netta superiorità numerica fin dal principio, con 80.000 effettivi a fronte dei poco più di 60.000 dispiegati dagli avversari; i suoi ranghi verranno difatti velocemente assottigliati da una gran quantità di soldati entrati in congedo involontario temporaneo laddove invece il generale unionista potrà contare su ulteriori 30.000 unità le quali annulleranno di fatto i 18.000 rinforzi sudisti provenienti dall'Alabama già entro il mese di aprile.
La Campagna militare si aprì in via ufficiale attraverso tutta una serie di scontri minori - costituiti soprattutto dalla velocità dei movimenti -svoltesi nel maggio e nel giugno del 1864, mentre Sherman provava a premere Johnston in direzione del Sud-ovest attraverso i terreni più montuosi della regione.
Il comandante nordista evitò in tal modo gli assalti campali frontali contro la maggior parte delle posizioni nemiche, manovrando invece con diverse marce di accerchiamento intorno alle difese confederate. Quando Sherman riusciva a fiancheggiare le linee più arretrate (quasi esclusivamente intorno al fianco sinistro di Johnston), l'avversario si ritirava in un'altra posizione precedentemente studiata e preparata.
La battaglia di Kennesaw Mountain (27 giugno) si rivelò un'eccezione notevole, in cui Sherman tentò un attacco frontale diretto, contro gli stessi consigli espressi dai suoi subalterni; ebbe quindi a subire perdite significative, nell'ordine di 3.000 uomini contro i poco meno di 1.000 di Johnston.
Entrambi gli eserciti approfitteranno largamente in tale occasione delle reti ferroviarie, utilizzate linee di rifornimento, con il generale sudista che accorciò notevolmente le proprie direttrici di approvvigionamento mentre si avvicinava ad Atlanta in contrasto con Sherman che si vedeva allungare le proprie. Il presidente secessionista J. Davis stava tuttavia diventando - via via che il tempo scorreva - sempre più frustrato nei confronti del suo comandante, vedendo come veniva a perdere inutilmente ampie porzioni di territorio, rifiutandosi oltretutto di contrattaccare o addirittura di discutere i suoi piani con lui.

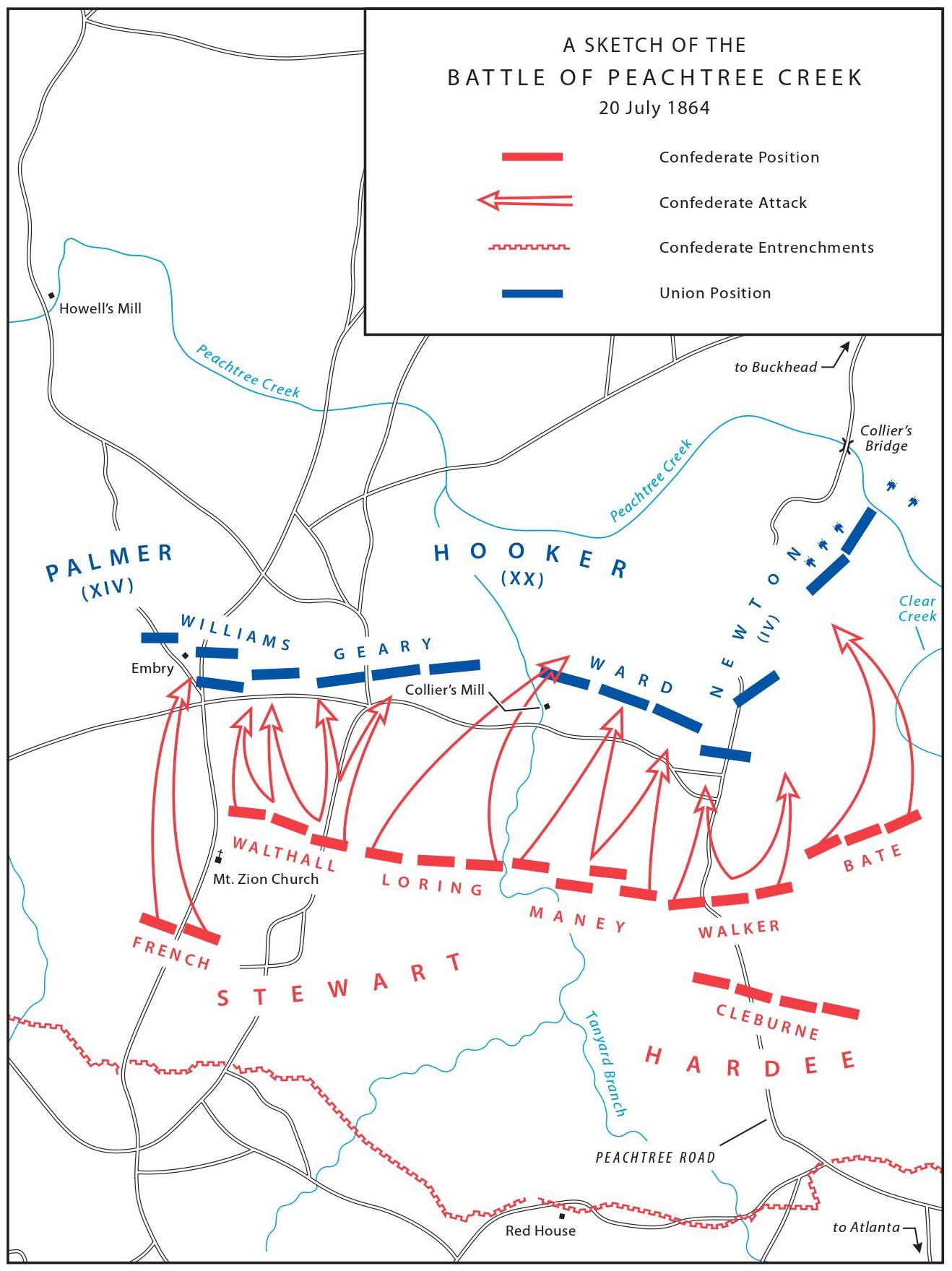
Schema della battaglia di Peachtree Creek.

Poco prima della battaglia di Peachtree Creek (20 luglio) svoltasi nella periferia della capitale della Georgia Davis perse definitivamente la pazienza nei confronti della strategia militare adottata dal suo generale e, temendo che Johnston avesse in mente di rinunciare ad Atlanta senza ingaggiare alcuno sconto, finì pertanto con il sostituirlo con il più aggressivo tenente generale John Bell Hood. La battaglia di Atlanta si svolse appena due giorni dopo e portò alla vittoria dell'Unione.
Nel corso delle sei settimane seguenti Hood cercò ripetutamente di attaccare una parte della forza di Sherman che sembrava rimasta isolata dal Corpo d'armata principale; nessuno di questi attacchi però darà un qualche risultato apprezzabile ed ognuno di essi fallì, spesso con pesanti perdite per il Confederate States Army.
Sherman infine tagliò le linee di rifornimento nemiche da Sud. Rendendosi ben conto che era oramai intrappolato Hood evacuò da Atlanta durante la nottata del 1° di settembre, bruciando preventivamente tutte le forniture militari e le loro installazioni connesse, causando un enorme incendio che interessò l'intera città.
In coincidenza con il trionfo di Sherman nel quadro terrestre del Teatro Occidentale l'ammiraglio David G. Farragut riuscì ad ottenere la vittoria navale nella decisiva battaglia della baia di Mobile il 24 agosto. Superando con successo l'ostacolo rappresentato dai fortini che sorvegliano la bocca della baia di Mobile il comandante dell'Union Navy attaccò di sorpresa costringendo infine alla resa la flotta della Confederate States Navy posta a difesa della città: l'Ammiraglio nemico Franklin Buchanan fu catturato.
Il centro urbano di Mobile, essenziale snodo delle comunicazioni tra terra e mare e lungo il corso del fiume Mobile, lungo l'asse dell'obiettivo finale predisposto e desiderato da Grant, sarebbe però continuato a rimanere in mano sudista fino al 1865, ma l'ultimo porto marittimo ad Est del fiume Mississippi sulla costa del Golfo del Messico fu altresì chiuso, rafforzando ulteriormente il Blocco dell'Unione.
La cattura di Atlanta e Mobile Bay insieme avranno come effetto immediato quello di rafforzare il morale del Nord, oltre che di dare un enorme contributo alla rielezione di Abraham Lincoln nelle elezioni presidenziali del 1864.

## Settembre-dicembre del 1864: Campagna Franklin-Nashville

Mappa delle operazioni svolte nel corso della Campagna di Franklin-Nashville.

Mentre Sherman faceva riposare il proprio esercito per prepararlo al meglio nelle susseguenti operazioni offensive ad Est, Hood intraprese una Campagna volta a sconfiggerlo interferendo con le sue linee di comunicazione da Chattanooga. Guidò quindi le sue forze in direzione Ovest attraverso l'Alabama e aggirò i nordisti fin quasi a giungere all'interno del Tennessee, sempre sperando che Sherman lo seguisse e intraprendesse una battaglia faccia a faccia.
Questo piano fu in parte efficace poiché i suoi movimenti, assieme alle contigue incursioni di cavalleria messe in atto da Nathan Bedford Forrest prima nel territorio del Tennessee e del Kentucky e poi del Mississippi, stavano causando notevoli difficoltà all'avversario; tuttavia il generale dell'Unione non si azzardò mai ad impegnarsi pienamente.
Inviò invece il George H. Thomas con una parte consistente dell'Armata del Cumberland, affiancandogli la maggior parte del Corpo di cavalleria stazionante a Nashville, per coordinare una difesa congiunta contro Hood, prendendo il resto del suo esercito e facendolo marciare in direzione di Savannah.

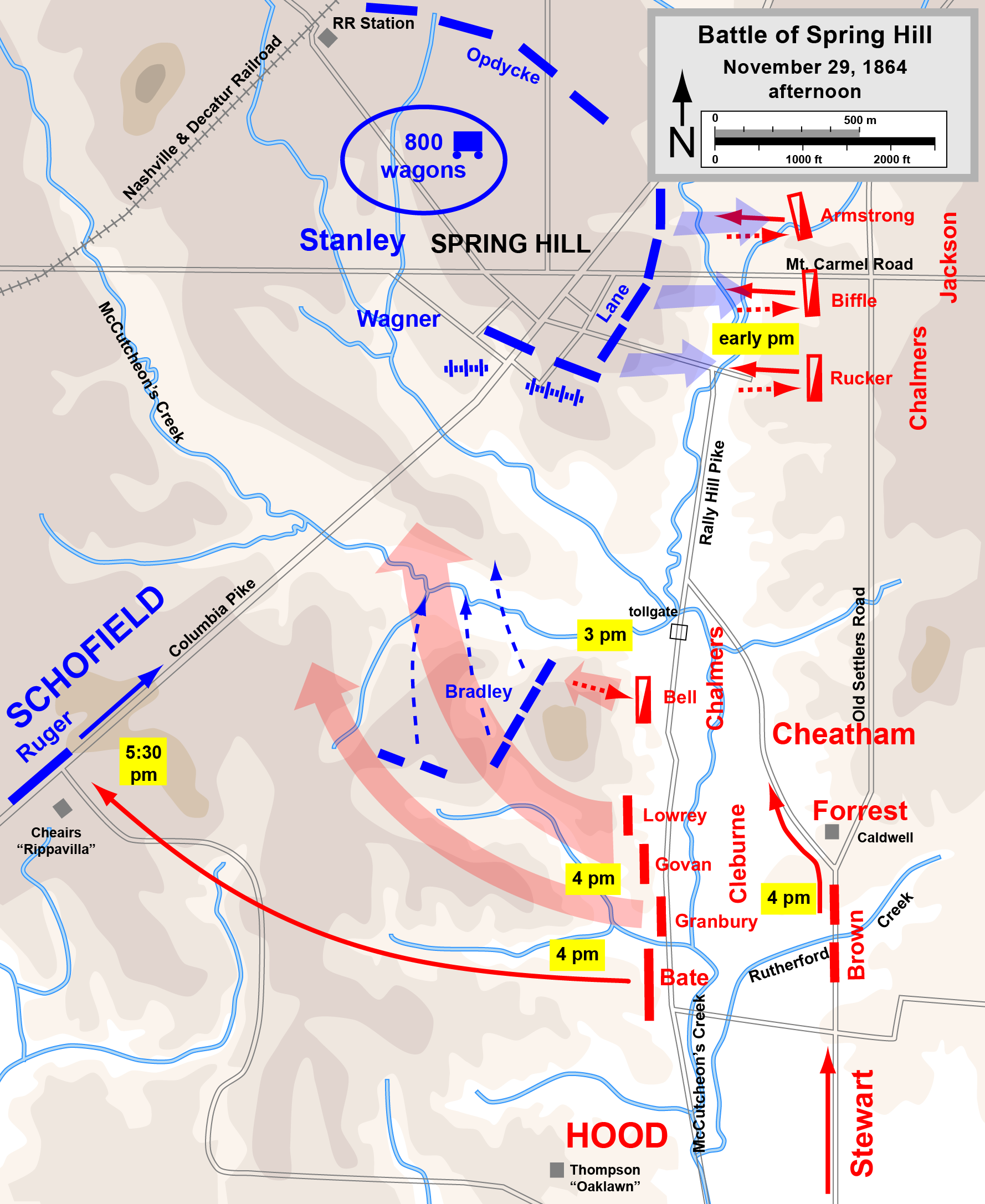
Schema della battaglia di Spring Hill.

Le forze del Thomas saranno divise: una buona metà avrebbe dovuto rimanere con lui a Nashville mentre il resto andare con John Schofield, muovendosi all'inseguimento dei confederati fino ad Atlanta, con altre truppe in arrivo direttamente dalla Campagna del Red River. Hood sperava di sconfiggere Schofield prima che questi potesse riunirsi con Thomas e prima che arrivassero i suoi rinforzi.
A seguito della battaglia di Columbia iniziata il 24 e proseguita per 5 giornate intere ebbe una possibilità in tal senso nella battaglia di Spring Hill svoltasi il giorno 29, ma gli unionisti si dimostreranno in grado di scivolare via attraverso la trappola preordinata, a causa innanzitutto della mancata chiusura della via di comunicazione tra Columbia e Franklim sulla quale passava la loro retroguardia. Nel corso della battaglia di Franklin del giorno seguente Hood lanciò ripetute cariche e assalti frontali contro le trincee fortificate avversarie subendo gravi perdite.

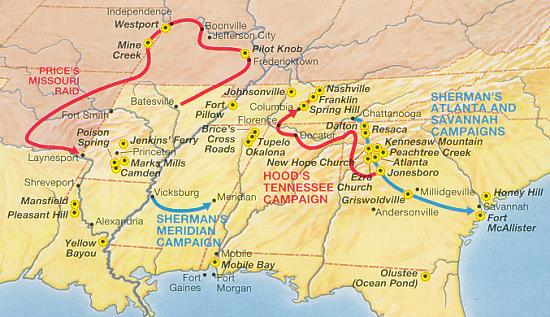
Mappa riepilogativa delle operazioni svolte nel Teatro Occidentale e nel Teatro Trans-Mississippi della guerra di secessione americana durante il 1864.

Lo storico David J. Eicher farà notare che Hood ferì mortalmente il suo esercito a Franklin, ma che lo uccise definitivamente nella battaglia di Nashville (15–16 dicembre). Qui, di fronte alla forza combinata di Schofield e Thomas, scavò un trinceramento a poche miglia a Sud della città e si mise in attesa, sperando che Thomas avrebbe finito col distruggere il proprio esercito sulle fortificazioni confederate.
Dopo un periodo di due settimane di preparazione in pieno inverno, durante il quale ricevette forti pressioni da parte di Grant e dalla presidenza di Abraham Lincoln perché si decidesse ad attaccare, Thomas scatenò un assalto travolgente che costrinse Hood e i superstiti dell'Armata sudista ad una precipitosa ritirata prima a Franklin e poi in direzione del Mississippi, non riuscendo mai più a recuperarla come forza di combattimento.
Dietro sua stessa richiesta Hood fu esonerato dal comando dell'Armata confederata del Tennessee e il tenente generale Richard Taylor venne nominato comandante temporaneo dell'esercito al suo posto.

## Novembre-dicembre del 1864: Marcia di Sherman verso il mare

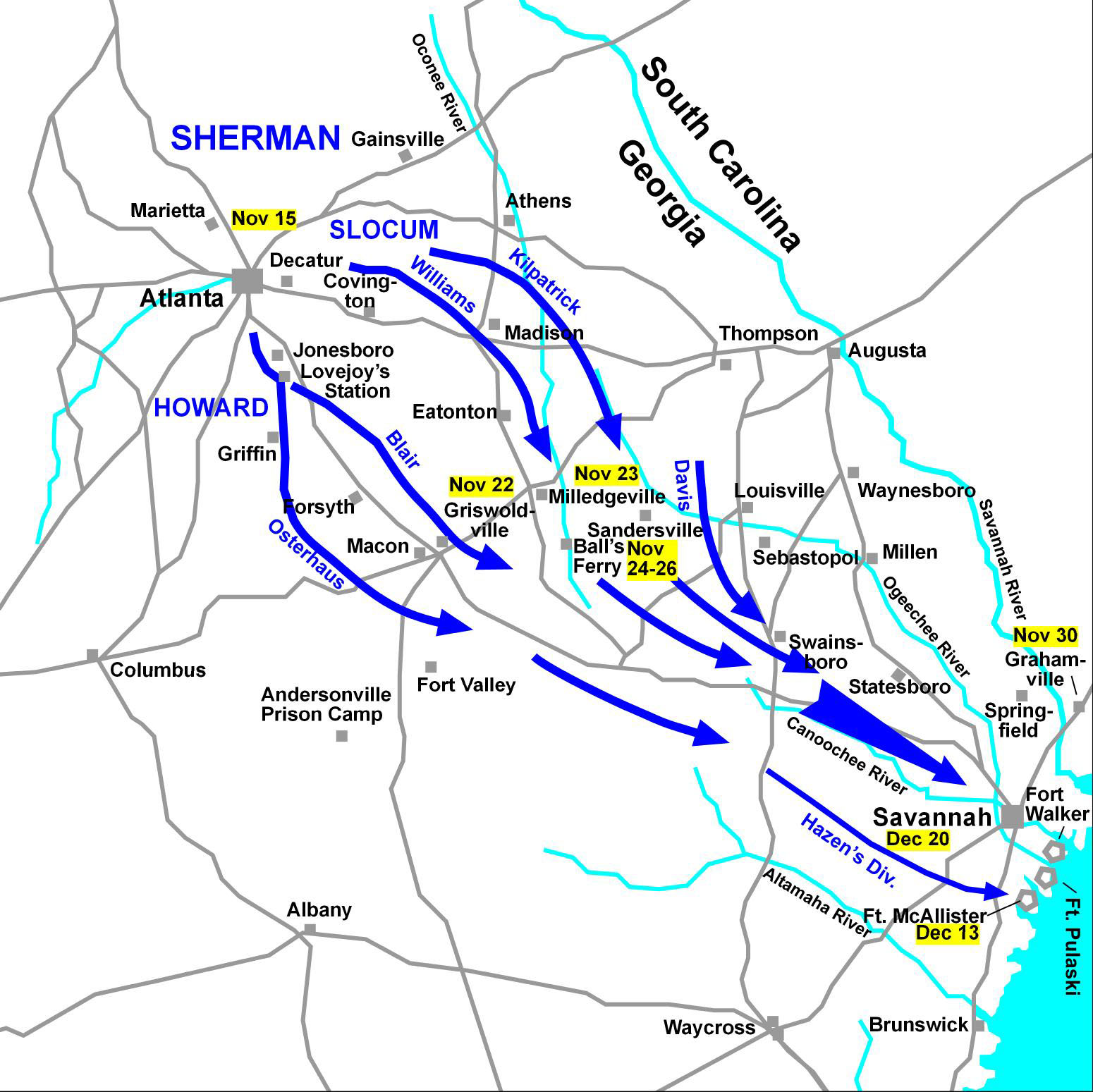
Mappa della Marcia verso il mare di Sherman.

La "Campagna di Savannah" è più popolarmente conosciuta come la marcia verso il mare di Sherman. Lui e Grant credevano che la guerra civile sarebbe finita solo quando la capacità strategica, economica e psicologica della Confederazione per la guerra venisse definitivamente spezzata.
Sherman quindi applicò i principi della "Terra bruciata", ordinando alle sue truppe di incendiare tutte le coltivazioni, uccidere il bestiame, consumare le forniture e distruggere le infrastrutture civili lungo il loro percorso. Questa politica è uno dei principi chiave di una strategia di "guerra totale".
L'esercito di Sherman abbandonò Atlanta ridotta ad un cumulo di macerie il 15 novembre del 1864 e venne fatto proseguire in due colonne separate da circa 100 km, quella di destra sotto il comando di Oliver O. Howard mentre l'altra guidata da Henry Warner Slocum.
All'interno di esse la distruzione fu significativa e portò a generare un odio profondo per intere generazioni. La maggior parte della resistenza agli eserciti del Sherman proveniva dalla milizia statale e dalle guardie private poste a protezione dei terreni privati, anche se il corpo di cavalleria di Joseph Wheeler dell'esercito del Tennessee ed alcune truppe distaccate di reparti del "Dipartimento della Carolina del Sud, della Georgia e della Florida" erano anch'essi presenti seppur in ordine sparso.

Giunto a Savannah il 17 dicembre Sherman si unì a circa 10.000 unità difensive agli ordini di William Joseph Hardee. Dopo lunghi ed estenuanti bombardamenti di artiglieria il generale confederato abbandonò le posizioni all'interno della città e Sherman vi entrò il giorno 22. Immediatamente inviò un messaggio via telegrafo al Presidente Abraham Lincoln: "mi permetto di presentarvi come un regalo di Natale la città di Savannah...."

## Febbraio-aprile del 1865: Campagna delle Caroline e resa di Johnston
Dopo che Sherman ebbe conquistato Savannah gli venne ordinato da Grant d'imbarcare il proprio esercito sulla navi da trasporto con l'intento di rafforzare le armate unioniste già presenti nel territorio della Virginia, là ove si trovavano bloccate nell'assedio di Petersburg contro Robert Edward Lee. Sherman proporrà altresì una strategia alternativa.
Riuscì a convincere il comandante generale dell'esercito statunitense che egli avrebbe invece dovuto marciare via terra in direzione Nord attraversando la Carolina del Sud prima e la Carolina del Nord subito dopo, distruggendo tutte le strutture di un qualche valore militare che avrebbe incontrato durante il percorso, esattamente come aveva appena fatto nel corso della "marcia verso il mare" nel cuore della Georgia.
Si dimostrò difatti particolarmente interessato a colpire la Carolina del Sud, il primo degli Stati federati ad essersi ritirato dall'Unione oramai quasi quattro anni prima; ciò soprattutto per l'effetto negativo che avrebbe avuto sul morale dell'intero profondo Sud. 

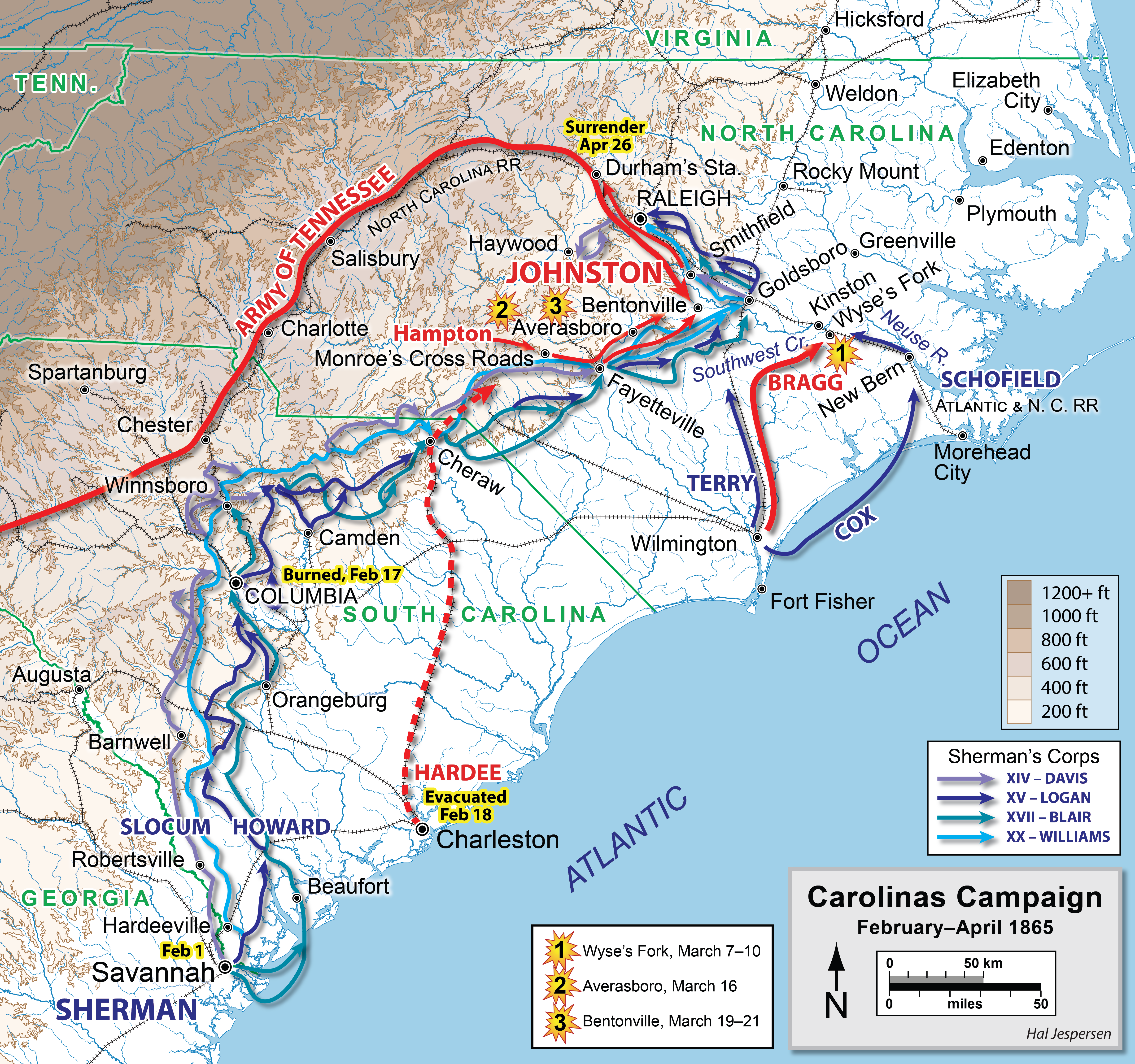
Mappa della Campagna delle Caroline.

Il piano adottato dal generale fu quindi di aggirare completamente le concentrazioni minori di truppe confederate stazionanti ad Augusta (Georgia) e a Charleston (Carolina del Sud) per poter raggiungere Goldsboro (Carolina del Nord) entro la metà di marzo, là dove si sarebbe riunito con le forze alleate comandate da John Schofield e Alfred Terry.
Come già attuato durante le operazioni georgiane fece avanzare i suoi eserciti in più direzioni contemporaneamente, riuscendo in tal modo a confondere i difensori confederati i quali si sparpagliarono non potendo prevedere il suo primo e più importante obiettivo, ovvero la capitale statale Columbia. Affrontò l'assai indebolita e numericamente di molto inferiore Armata confederata del Tennessee, tornata nuovamente sotto la guida di Joseph Eggleston Johnston.

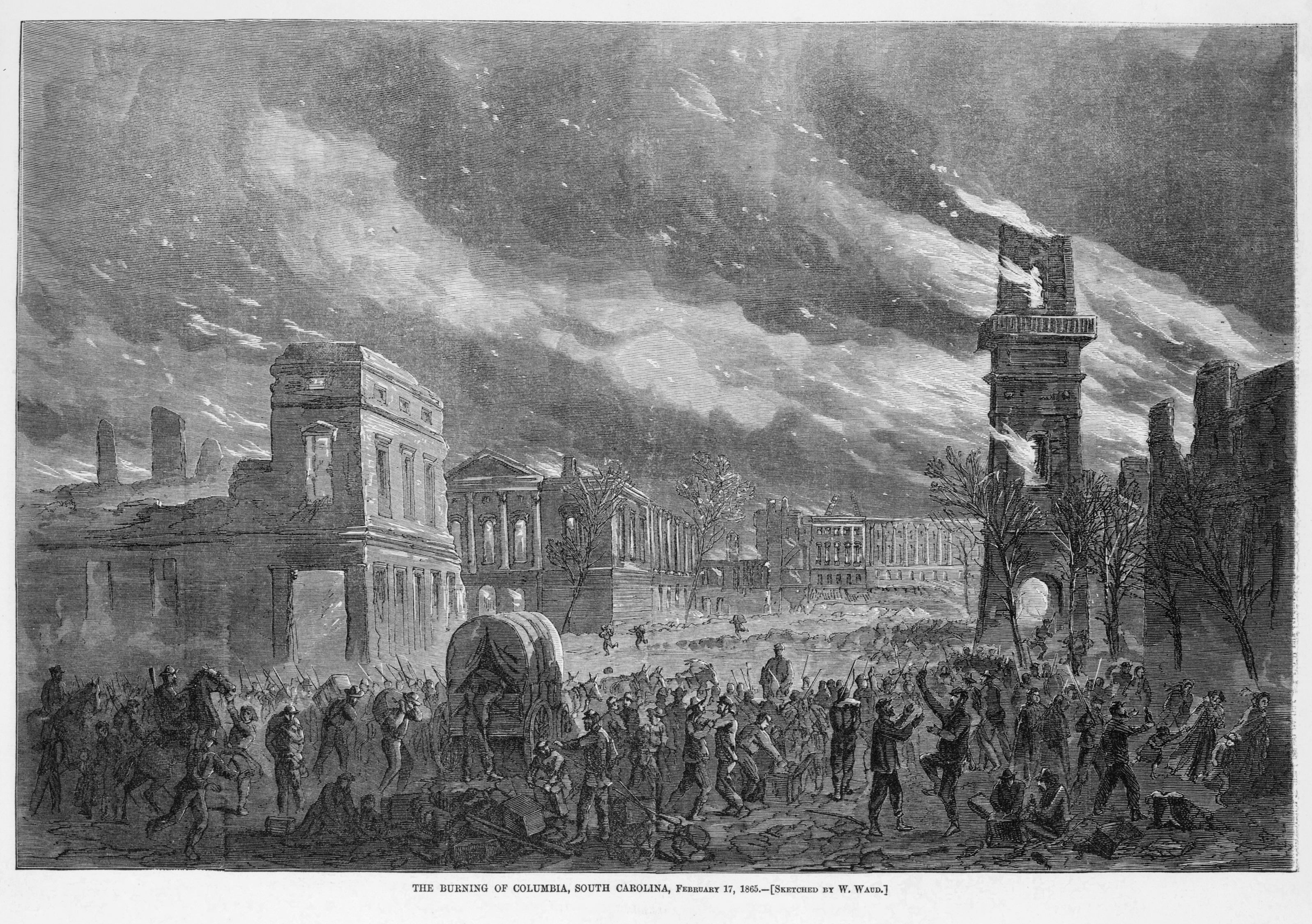
La città di Columbia in fiamme in una stampa dell'epoca.

Il giorno 17 febbraio avvenne la presa di Columbia; la città cadde e si arrese a Sherman. In tutta la città iniziarono allora a divampare vasti incendi tanto che la maggior parte del centro urbano rimase quasi completamente distrutta; fin da allora il fatto suscitò nutrite polemiche, con alcuni che continuano ad affermare che si è trattato essenzialmente di incendi accidentali, mentre altri che propendono invece per una deliberata azione di vendetta.
In quella stessa giornata i Sudisti faranno evacuare anche Charleston; entro la giornata del 18 gli uomini di Sherman distruggeranno praticamente qualsiasi infrastruttura che potesse ancora avere un qualche valore militare tutt'attorno a Columbus. L'ultimo importante porto marittimo confederato, Wilmington (Carolina del Nord), si arrese il giorno 22 seguente.
Nel momento in cui il presidente secessionista Jefferson Davis e il suo generale in capo Lee cominciarono a rendersi ben conto che Pierre Gustave Toutant de Beauregard non sarebbe più stato in grado - né avrebbe potuto con le forze rimastegli a disposizione - gestire correttamente la minaccia avversaria, scelsero di buon accordo proprio Johnston per fargli assumere l'incarico dell'alto comando delle truppe confederate nelle Caroline, incluso quel che ancora rimaneva dell'Armata sudista del Tennessee.

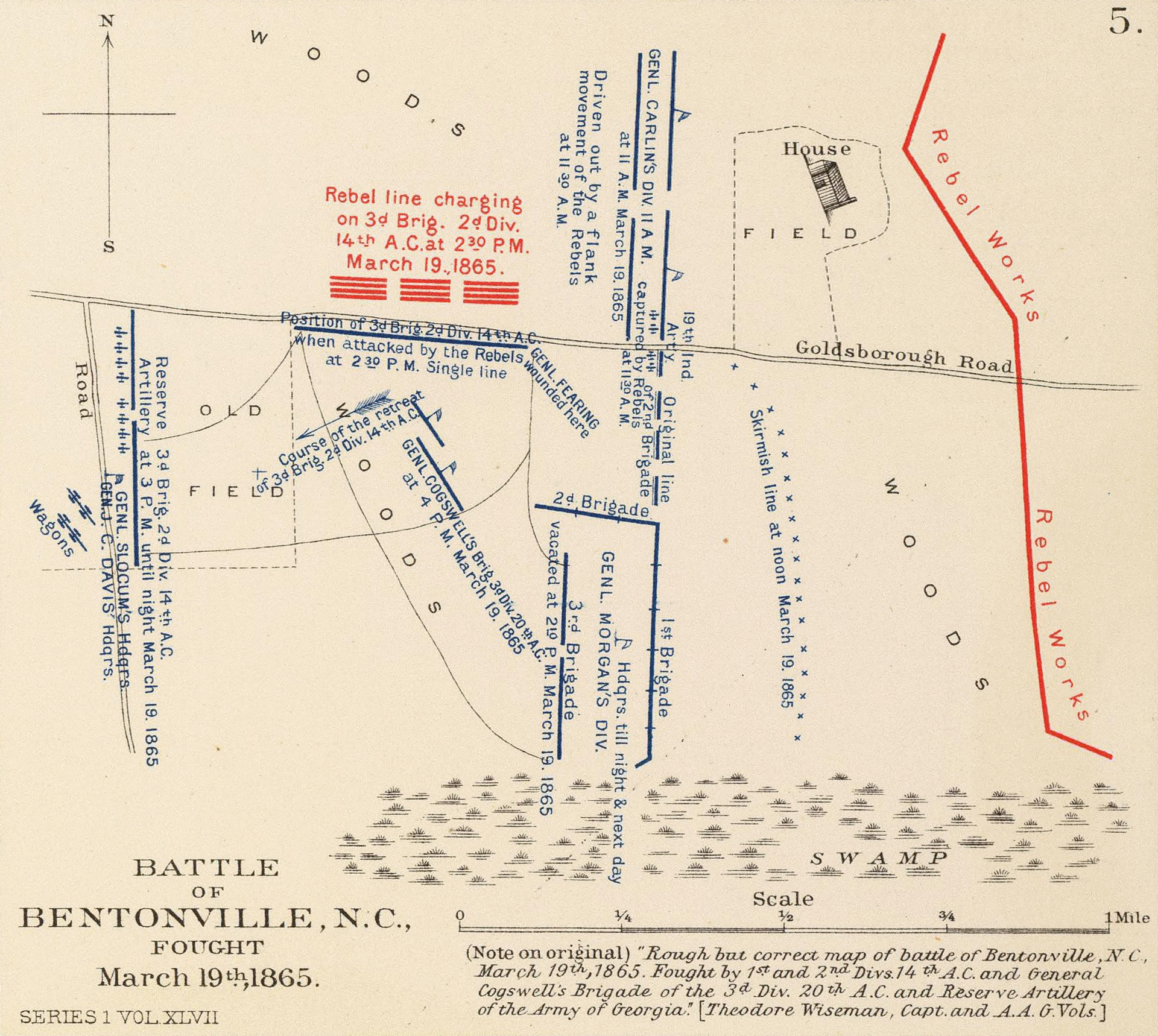
Schema della battaglia di Bentonville.

Concentrando le sue forze, che chiamò Armata del Sud, il nuovo comandante decise di attaccare per primo nella battaglia di Bentonville (19 - 21 marzo), dove tentò senza alcun successo apprezzabile di sconfiggere un'ala dell'armata di Sherman (quella diretta da Henry Warner Slocum) prima che potesse raggiungere Goldsboro o ricongiungersi con l'altra ala guidata da Oliver O. Howard.
Mentre inizialmente il primo attacco confederato riuscì a sopraffare la prima linea unionista, Slocum fu in grado di radunare abbastanza uomini tanto da resistere efficacemente fino al momento in cui Howard giunge sul campo di battaglia durante la nottata. Johnston tentò di mantenere le posizioni per altri due giorni, sperando in un'altra vittoria simile a quella ottenuta nella battaglia di Kennesaw Mountain; ma alla fine si ritrovò costretto a ritirarsi fino a Raleigh (Carolina del Nord), con Sherman alle calcagna che lo inseguiva non lasciandogli un solo attimo di tregua.
L'11 di aprile giunse la notizia della resa di Lee a Grant all'Appomattox Court House, ed appena ricevutala Johnston fu indotto ad inviare un messaggio a Sherman chiedendo a sua volta le condizioni per la resa. Il 18 seguente, 3 giorni dopo l'assassinio di Abraham Lincoln, il generale firmò un armistizio a Bennet Place, una fattoria nelle immediate vicinanze della stazione di Durham (Carolina del Nord).
Sherman si mise però nei guai, soprattutto in ambito politico, offrendo dei termini di consegna comprendenti questioni sia politiche che militare, senza aver ricevuto alcuna preveniva autorizzazione in tal senso né da parte di Grant né tanto meno dal Governo federale della neo presidenza di Andrew Johnson.
Questo fatto contribuì a creare una notevole confusione che perdurò almeno fino al 26 di aprile, quando Johnston accettò delle condizioni puramente militari del tutto vicine ai termini offerti a Lee; fu solo in quel momento che consegnò il proprio esercito e tutte le forze confederate esistenti nelle Caroline, nella Georgia e in Florida.

## Marzo-maggio 1865: Raid di Wilson, campagna di Mobile e resa di Forrest

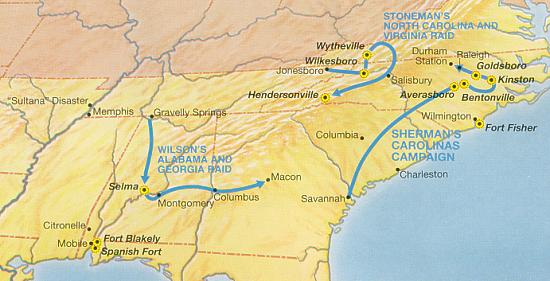
Mappa riepilogativa delle operazioni svoltesi nel Teatro Occidentale durante la prima metà del 1865.

In seguito alla vittoria ottenuta nella battaglia di Nashville il maggior generale George H. Thomas inviò James H. Wilson a distruggere l'ultima infrastruttura industriale rimanente nelle zone centrali confederate dell'Alabama e della Georgia, mentre a Edward Canby venne impartito l'ordine di catturare una volta per tutte Mobile, che aveva sempre continuato a resistere nonostante la vittoria dell'ammiraglio David G. Farragut nella battaglia della baia di Mobile.
Al comando del corpo di cavalleria della Divisione militare del Mississippi Wilson lanciò un attacco a fine marzo nel centro dell'Alabama con il compito precipuo di annientare la rimanente industria sudista presente nella regione, in special modo a Elyton (l'odierna Birmingham) e a Selma. L'unica forza che avrebbe ancora potuto contrapporsi a Wilson era quella costituita dal Corpo cavalleggeri di Nathan Bedford Forrest.
Il 29 di marzo Elyton cadde nelle mani dell'Unione prima ancora che a Forrest venisse concesso il tempo di poter concentrare le proprie truppe. Un distaccamento guidato da John Thomas Croxton distrusse tutte le fabbriche della zona e il giorno 4 seguente appiccò il fuoco all'Università dell'Alabama a Tuscaloosa. Selma fu conquistata il 2 di aprile a seguito di uno scontro; la battaglia di Selma risultò essere conclusiva e rappresentò la sconfitta definitiva di Forrest.
Dopo aver messo fuori uso gli impianti industriali e la rete ferroviaria cittadina Wilson proseguì ad Est in direzione della Georgia, ma dovette catturare il ponte sul fiume Chattahoochee nella battaglia di Columbus prima di poter proseguire verso Macon; qui il 21 di aprile ricevette l'avviso da Sherman di "desistere da ulteriori atti di guerra e devastazione fino a quando non apprenderai che le ostilità verranno riprese".
Canby, al comando della Divisione del Mississippi Occidentale, sbarcò a metà marzo vicino all'ingresso della Baia di Mobile ed avanzò lungo la sponda orientale fino a raggiungere il forte spagnolo, dove le forze unioniste dell'Armata del Mississippi iniziarono un assedio a partire dal giorno 27. Il 1° di aprile Frederick Steele arrivò direttamente da Pensacola utilizzando una rotta via terra e cominciò ad assediare Fort Blakely.

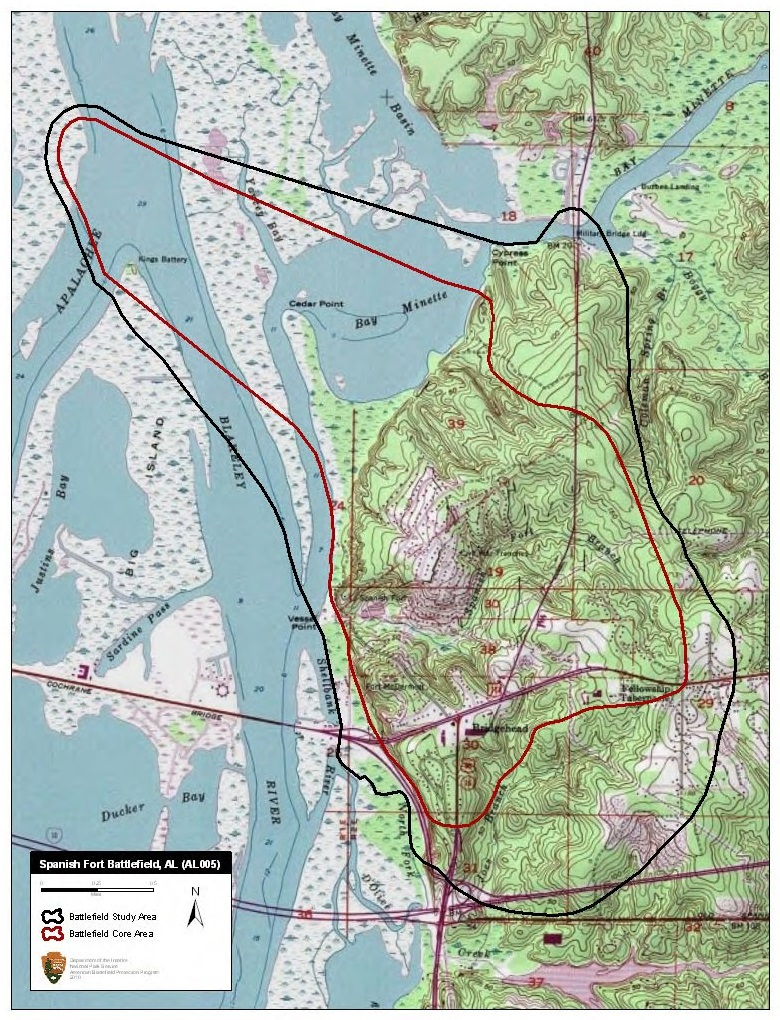
Mappa delle operazioni effettuate nel corso della battaglia di Spanish Fort.

L'8 aprile si diede il via ad un bombardamento d'artiglieria contro il fortino spagnolo usando 90 pezzi da campo, seguito poco dopo da un assalto della fanteria che sopraffece velocemente i difensori; anche la battaglia di Spanish Fort era dunque vinta. Canby quindi si mosse contro Fort Blakely già entro la giornata successiva, travolgendo presto anche quell'ostacolo nel corso della battaglia di Fort Blakely; tutti questi rovesci costringeranno il comandante confederato di Mobile, Dabney Herndon Maury, a far evacuare la città.

Non appena ricevette la notizia della resa congiunta di Lee e Johnston il comandante sudista del "Dipartimento dell'Alabama, del Mississippi e della Louisiana Orientale" Richard Taylor si consegnò con tutti i suoi uomini a Candy il 4 di maggio, mentre Forrest si arrese formalmente solo cinque giorni dopo. La cavalleria di Wilson prese ufficialmente il controllo di Tallahassee nella Florida il 20 seguente.
Questa era l'ultima capitale di uno Stato confederato ad Est del fiume Mississippi rimasta ancora da catturare; con la sua conquista si completarono le operazioni del Teatro Occidentale.
Un distaccamento dei cavalleggeri di Wilson fece prigioniero il presidente dei ribelli J. Davis il 10 di maggio nei pressi della cittadina di Irwinville nella Georgia. La guerra di secessione americana poteva così dirsi davvero conclusa.

## Maggiori operazioni terrestri
Gli scontri di terra più costose nel fronte del Teatro Occidentale misurate in termini di vittime complessive (uccisi, feriti, catturati e dispersi), furono i seguenti (Tutti gli effettivi schierati e le relative vittime vengono citati nelle voci corrispondenti. La Campagna di Vicksburg (37.532 perdite totali), la battaglia di Fort Donelson (16.537) e la battaglia dell'Isola numero 10 (7.108) sono stati omesse da questa lista in quanto la cifra delle vittime totali include percentuali molto elevate di soldati confederati che hanno innalzato la bandiera bianca):
| Operazione                    | Stato                                            | Date                              | Stati Uniti (bandiera) |                | Unione                   | Confederazione          | Stati Uniti (bandiera) |                | Totali         |
| Operazione                    | Stato                                            | Date                              | Forze in campo         | Forze in campo | Comandanti               | Comandanti              | Vittime totali         | Vittime totali | Vittime totali |
| ----------------------------- | ------------------------------------------------ | --------------------------------- | ---------------------- | -------------- | ------------------------ | ----------------------- | ---------------------- | -------------- | -------------- |
| Assedio di Vicksburg          | Mississippi nella guerra di secessione americana | 19 maggio - 4 luglio 1863         | 77.000                 | 33.000         | Ulysses S. Grant         | John Clifford Pemberton | 4.835                  | 32.697         | 37.532         |
| Battaglia di Chickamauga      | Georgia nella guerra di secessione americana     | 19 - 20 settembre 1863            | 60.000                 | 65.000         | William Starke Rosecrans | Braxton Bragg           | 16-170                 | 18.454         | 34,624         |
| Battaglia di Stones River     | Tennessee nella guerra di secessione americana   | 31 dicembre 1862 - 2 gennaio 1863 | 41.400                 | 35.000         | William S. Rosecrans     | Braxton Bragg           | 12.906                 | 11.739         | 24.645         |
| Battaglia di Shiloh           | Tennessee                                        | 6 - 7 aprile 1862                 | 63.000                 | 44.699         | Ulysses S. Grant         | Albert Sidney Johnston  | 13.047                 | 10.699         | 23.746         |
| Assedio di Port Hudson        | Louisiana nella guerra di secessione americana   | 22 maggio - 9 luglio 1863         | 35.000                 | 7.500          | Nathaniel Banks          | Franklin Gardner        | 10.000                 | 7.500          | 17.500         |
| Battaglia di Missionary Ridge | Tennessee                                        | 25 novembre 1863                  | 56.359                 | 44.010         | Ulysses S. Grant         | Braxton Bragg           | 5.824                  | 6.667          | 12.491         |
| Battaglia di Atlanta          | Georgia                                          | 22 luglio 1864                    | 34.863                 | 40.438         | William Tecumseh Sherman | John Bell Hood          | 3.641                  | 8.499          | 12.140         |
| Battaglia di Nashville        | Tennessee                                        | 15 - 16 dicembre 1864             | 55.000                 | 30.000         | George H. Thomas         | John B. Hood            | 3.061                  | 6.000          | 9.061          |
| Battaglia di Franklin         | Tennessee                                        | 30 novembre 1864                  | 27.000                 | 27.000         | John Schofield           | John B. Hood            | 2.326                  | 6.252          | 8.578          |
| Battaglia di Perryville       | Kentucky nella guerra di secessione americana    | 9 ottobre 1862                    | 22.000                 | 16.000         | Don Carlos Buell         | Braxton Bragg           | 4.276                  | 3.401          | 7.677          |
| Seconda battaglia di Corinth  | Mississippi                                      | 3 - 4 ottobre 1862                | 23.000                 | 22.000         | William S. Rosecrans     | Earl Van Dorn           | 2.520                  | 4.233          | 6.753          |
| Battaglia di Peachtree Creek  | Georgia                                          | 20 luglio 1864                    | 21.655                 | 20.250         | George H. Thomas         | John B. Hood            | 1.710                  | 4.796          | 6.506          |
| Battaglia di Champion Hill    | Mississippi                                      | 16 maggio 1863                    | 32.000                 | 22.000         | Ulysses S. Grant         | John C. Pemberton       | 2.457                  | 3.840          | 6.297          |
| Battaglia di Richmond         | Kentucky                                         | 29 - 30 agosto 1862               | 6.500                  | 6.850          | William "Bull" Nelson    | Edmund Kirby Smith      | 5.353                  | 451            | 5.804          |

### Altre letture
- Bush, Bryan S. The Civil War Battles of the Western Theatre. Paducah, KY: Turner Publishing Co., 1998. ISBN 1-56311-434-8.
- Cozzens, Peter. No Better Place to Die: The Battle of Stones River. Urbana: University of Illinois Press, 1990. ISBN 0-252-06229-9.
- Cozzens, Peter. This Terrible Sound: The Battle of Chickamauga. Urbana: University of Illinois Press, 1992. ISBN 0-252-01703-X.
- Grant, Ulysses S. Personal Memoirs of U. S. Grant. 2 vols. Charles L. Webster & Company, 1885–86. ISBN 0-914427-67-9.
- Jones, Evan C., and Wiley Sword, eds. Gateway to the Confederacy: New Perspectives on the Chickamauga and Chattanooga Campaigns, 1862–1863. Baton Rouge: Louisiana State University Press, 2014. ISBN 978-0-8071-5509-7.
- Sherman, William T. Memoirs of General W.T. Sherman[collegamento interrotto]. 2nd ed. New York: Library of America, 1990. ISBN 0-940450-65-8. First published 1889 by D. Appleton & Co.
- Smith, Timothy B. Grant Invades Tennessee: The 1862 Battles for Forts Henry and Donelson. Lawrence: University Press of Kansas, 2016. ISBN 978-0-7006-2313-6.
- Smith, Timothy B. Shiloh: Conquer or Perish. Lawrence: University Press of Kansas, 2014. ISBN 978-0-7006-1995-5.
- Welcher, Frank J. The Union Army, 1861–1865 Organization and Operations. Vol. 2, The Western Theater. Bloomington: Indiana University Press, 1993. ISBN 0-253-36454-X.
- Woodworth, Steven E.. Nothing but Victory: The Army of the Tennessee, 1861–1865. New York: Alfred A. Knopf, 2005. ISBN 0-375-41218-2.

### Storiografia
- Smith, Stacey L. "Beyond North and South: Putting the West in the Civil War and Reconstruction," Journal of the Civil War Era (Dec 2016) 6#4 pp. 566–591. DOI:10.1353/cwe.2016.0073 excerpt